# Hersbruck

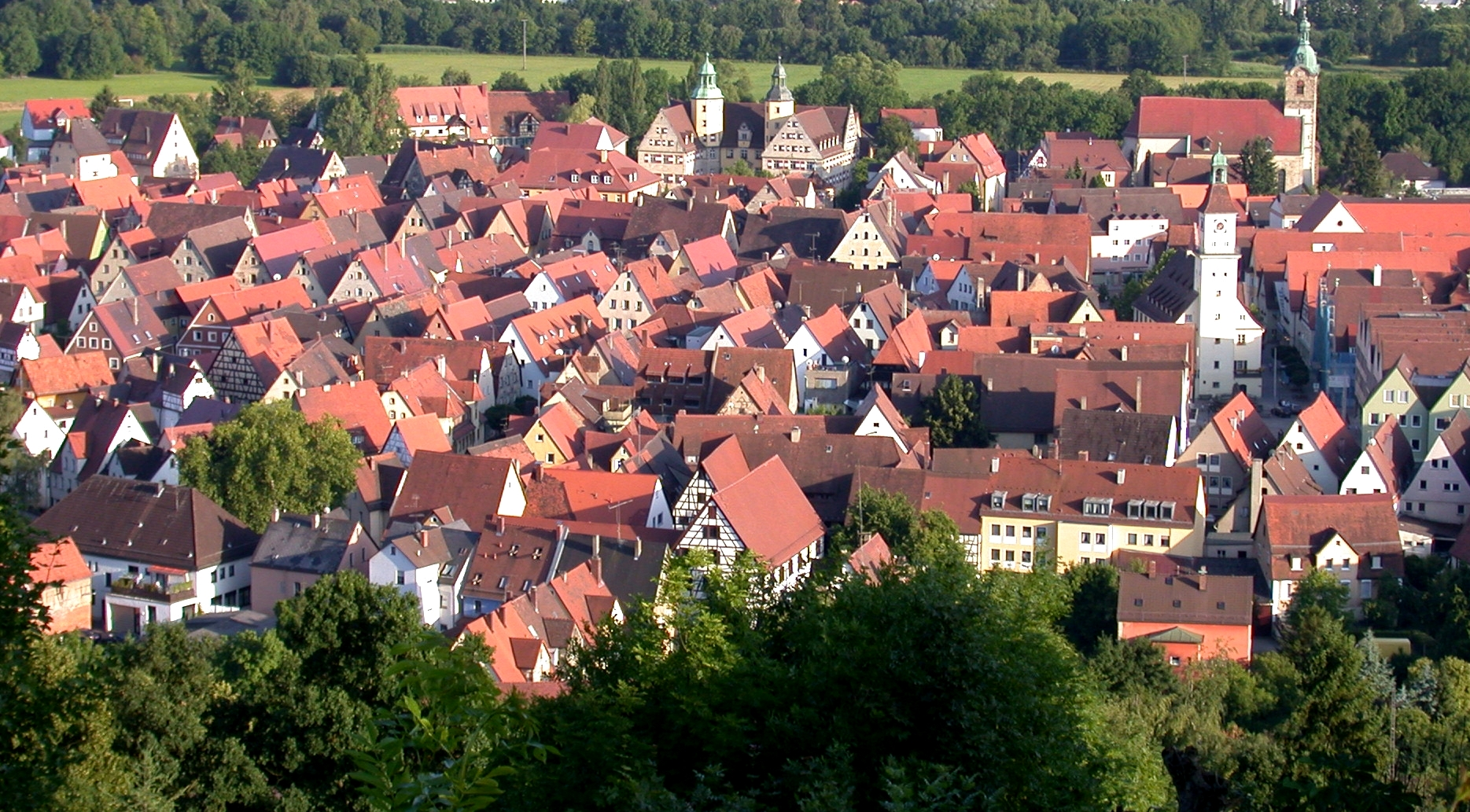
Blick auf die Altstadt von Hersbruck (2001)

Hersbruck ([hɛʁsˈbʁʊk] ⓘ, ostfränkisch Herschbrugg) ist eine Kleinstadt und ein Mittelzentrum im mittelfränkischen Landkreis Nürnberger Land sowie Teil der Metropolregion Nürnberg.

## Geographie

### Nachbargemeinden
An Hersbruck grenzen (im Norden beginnend im Uhrzeigersinn): Kirchensittenbach, Vorra, Pommelsbrunn, Happurg, Engelthal, Henfenfeld, Reichenschwand

### Gemeindegliederung
Es gibt 8 Gemeindeteile:
- Altensittenbach war bis Juni 1976 eine selbständige Gemeinde. Der Ort liegt an der Mündung des Sittenbachs in die Pegnitz (2264 Einwohner).[4]
- Ellenbach war bis Ende 1971 eine selbständige Gemeinde, zu der auch die heutigen Gemeindeteile Weiher und Leutenbach gehörten.
- Großviehberg wurde 1972 aus Hohenstadt ausgegliedert und kam zu Hersbruck.
- Hagenmühle
- Hersbruck (Stadtgebiet)
- Kühnhofen (126 Einwohner)[4]
- Leutenbach
- Weiher (302 Einwohner)

Es gibt auf dem Gemeindegebiet die Gemarkungen Altensittenbach (Gemarkungsteil 0), Ellenbach und Hersbruck. Die Gemarkung Hersbruck hat eine Fläche von 9,892 km². Sie ist in 6103 Flurstücke aufgeteilt, die eine durchschnittliche Flurstücksfläche von 1620,82 m² haben. In ihr liegt neben dem namensgebenden Ort der Gemeindeteil Großviehberg.

### Klima
Das Klima in Hersbruck ist warm und gemäßigt. Es gibt viel Niederschlag in Hersbruck, selbst im trockensten Monat. Die Klimaklassifikation nach Köppen und Geiger lautet Cfb. In Hersbruck herrscht im Jahresdurchschnitt eine Temperatur von 9,3 °C. Über das Jahr fällt 906 mm Niederschlag.
Hersbruck liegt auf der Nordhalbkugel des Planeten. Der meteorologische Sommer beginnt am Ende von Juni und endet im September. Die Sommermonate sind Juni, Juli, August, September.
Der im Jahresverlauf wärmste Monat ist mit 18,8 °C im Mittel der Juli. Im Januar sind die Temperaturen am niedrigsten. Die durchschnittliche Temperatur in dem Monat liegt bei −0,2 °C.
|                        | Jan  | Feb  | Mär | Apr  | Mai  | Jun  | Jul  | Aug  | Sep  | Okt  | Nov | Dez  |   |      |
| Mittl. Temperatur (°C) | −0,2 | 0,5  | 4,4 | 9,3  | 13,6 | 17,1 | 18,8 | 18,5 | 14,3 | 9,6  | 4,6 | 1,1  | ⌀ | 9,3  |
| Mittl. Tagesmax. (°C)  | 2,4  | 4,0  | 8,6 | 14,0 | 18,0 | 21,4 | 23,2 | 22,9 | 18,5 | 13,4 | 7,3 | 3,3  | ⌀ | 13,1 |
| Mittl. Tagesmin. (°C)  | −2,6 | −2,7 | 0,5 | 4,5  | 8,9  | 12,3 | 14,2 | 14,1 | 10,3 | 6,5  | 2,3 | −1,0 | ⌀ | 5,7  |
|                        |      |      |     |      |      |      |      |      |      |      |     |      |   |      |
| Niederschlag (mm)      | 76   | 60   | 73  | 59   | 81   | 88   | 91   | 83   | 70   | 70   | 74  | 81   | Σ | 906  |
|                        |      |      |     |      |      |      |      |      |      |      |     |      |   |      |
| Sonnenstunden (h/d)    | 2,7  | 4,1  | 5,5 | 8,3  | 9,3  | 10,7 | 10,8 | 9,8  | 6,9  | 4,8  | 3,0 | 2,6  | ⌀ | 6,6  |
|                        |      |      |     |      |      |      |      |      |      |      |     |      |   |      |
| Regentage (d)          | 10   | 8    | 10  | 9    | 10   | 10   | 10   | 9    | 8    | 9    | 9   | 11   | Σ | 113  |

| −2,6 |

| −2,7 |

| 0,5 |

| 4,5 |

| 8,9 |

| 12,3 |

| 14,2 |

| 14,1 |

| 10,3 |

| 6,5 |

| 2,3 |

| −1,0 |

| −2,6 |

| −2,7 |

| 0,5 |

| 4,5 |

| 8,9 |

| 12,3 |

| 14,2 |

| 14,1 |

| 10,3 |

| 6,5 |

| 2,3 |

| −1,0 |

| N i e d e r s c h l a g | 76  | 60  | 73  | 59  | 81  | 88  | 91  | 83  | 70  | 70  | 74  | 81  |
|                         | Jan | Feb | Mär | Apr | Mai | Jun | Jul | Aug | Sep | Okt | Nov | Dez |

## Geschichte

### Vorgeschichtliche Besiedlung
Das Gebiet um Hersbruck war bereits in vorgeschichtlicher Zeit besiedelt. Im Gemeindeteil Altensittenbach wurde ein bedeutendes Urnengräberfeld entdeckt, das eine Besiedlung während folgender Phasen dokumentiert: früher Abschnitt 1100–1050 v. Chr., mittlerer Abschnitt 1050–950 v. Chr., später Abschnitt 950–900 v. Chr. Damit handelt es sich um die Periode der Spätbronzezeit 1200 bis 800 v. Chr. Der Fund von Altensittenbach gilt als der bedeutendste in Mittelfranken. Eine dazugehörige Siedlung wurde nicht entdeckt, lag nach Expertenmeinung aber möglicherweise nordöstlich des Urnenfeldes unter der heutigen Siedlung am Schmausenbuck und dem im 19. Jahrhundert aufgeschütteten Bahndamm.
Auf dem Hutanger des Gemeindeteils Altensittenbach, am Fuß des Großen Hansgörgl befinden sich Grabhügel. Diese werden ebenfalls in die älteren Urnenfelderzeit datiert.
Auf der Houbirg, ca. 3 km östlich von Hersbruck, befindet sich eine keltische Wallanlage aus der Hallstattzeit und frühen Latènezeit (ca. 500 v. Chr. bis etwa 330 v. Chr.).

### Ursprung, erste urkundliche Erwähnung, Name

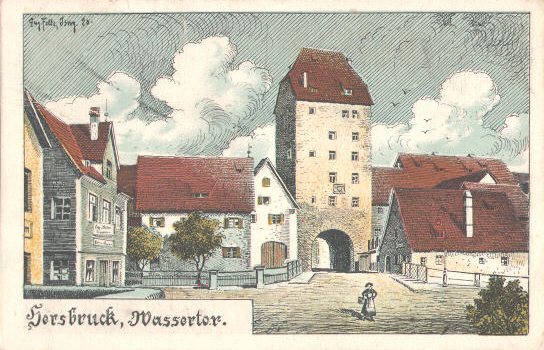
Hersbruck, Wassertor, 1920

Im Jahr 976 stiftete Wiltrud von Bergen, die Witwe des Herzogs Berthold von Bayern das Kloster Bergen bei Neuburg an der Donau. In der Klosterchronik aus dem 14. Jahrhundert wird umfangreicher Besitz zu „Herßpruck und darum“ als Ausstattungsgut des Klosters bei dessen Gründung genannt. Indes taucht der Name Hersbruck in der Urkunde von 976 nicht auf. Aus dem umfangreichen Klosterbesitz in Hersbruck geht die Grundherrschaft „Propstei Hersbruck“ hervor. Im 11. und 12. Jahrhundert war Hersbruck Sitz eines Klosterkonvents und zeitweise war Hersbruck auch der Klostersitz. 1103 wird von der „Abbatissa de Haderichsbrucgen“ gesprochen.
Erstmals taucht der Ortsname Hatheresburgdi 1003 im Zusammenhang mit einer kriegerischen Auseinandersetzung zwischen König Heinrich II. und dem Grafen Heinrich von Schweinfurt, des Markgrafen auf dem baierischen Nordgau auf.
Der Name der Stadt leitet sich vermutlich von Haderihesprucga, die Brücke des Haderich, ab. Der im Stadtwappen gezeigte Hirsch auf der Brücke ist daher als falsch redendes Bild zu vermuten.

### Teil des Bistums Bamberg ab 1011
Der deutsche König Heinrich II. schenkte 1011 Hersbruck dem zwei Jahre zuvor gegründeten Bistum Bamberg. Ab 1015 verwalteten die Grafen von Sulzbach als Hochstiftsvögte für den Bischof von Bamberg die Vogtei Hersbruck. Als die Grafen von Sulzbach 1088 ausstarben, belehnte Bischof Otto II. von Bamberg den Stauferkaiser Friedrich I. mit der Vogtei über Hersbruck. Als 1268 mit Konradin der letzte Staufer starb, erbten 1269 mit Ludwig II., dem Strengen, Herzog von Oberbayern, die Wittelsbacher die Landes- und Grundherrschaft über das Amt Hersbruck. 1294 war der Wittelsbacher Rudolf I. von der Pfalz Landesherr. Er verlieh 1297 Hersbruck die Stadtrechte. Im Lauf des 13./14. Jahrhunderts verblassten die Lehensansprüche des Bistums Bamberg.

### Teil Neuböhmens 1353–1373
Nach dem Tod Kaiser Ludwig IV. des Bayern aus dem Haus Wittelsbach im Jahr 1347 verfiel die Macht der Wittelsbacher. 1353 kaufte der neue Kaiser Karl IV. aus dem Haus der Luxemburger von Ruprecht I. von Wittelsbach die nördliche Oberpfalz und damit auch Hersbruck. Kaiser Karl IV. war auch König von Böhmen; Prag und Nürnberg waren häufige Aufenthaltsorte. Eine besondere Bedeutung kam dem Land zwischen den beiden Städten zu, die durch die Goldene Straße verbunden sind. An dieser liegt auch die Stadt Hersbruck, was ihr wirtschaftlichen Aufschwung bescherte. Karl gliederte die oberpfälzischen Gebiete dem Königreich Böhmen ein, die daraufhin als Neuböhmen bezeichnet werden. Hersbruck wurde böhmisches Lehen und bleibt dies formal bis 1806.

### Hersbruck als Teil der Bayerischen Herzögtümer 1373–1505
Als Kaiser Karl IV. 1373 das Kurfürstentum Brandenburg von den Wittelsbachern erwarb, verpfändete er die Oberpfalz mit Stadt und Amt Hersbruck an seinen Schwiegersohn Herzog Otto V. von Wittelsbach. Die Pfandschaft wurde nicht mehr ausgelöst. 1393 erbte Herzog Stephan III. von Bayern-Ingolstadt Hersbruck. 1395 kaufte der Kurfürst und deutsche König Ruprecht III. von der Pfalz den Besitz in der Oberpfalz. 1410 erbte der Sohn Herzog Johann von Pfalz-Neumarkt Hersbruck. Dessen Sohn, Christoph III., Herzog von Pfalz-Neumarkt, war von 1443 bis zu seinem Tod 1448 Landesherr. Letzter Landesherr aus der Linie der Pfälzischen Wittelsbacher war Otto I. von Pfalz-Mosbach.
1452 kaufte Herzog Ludwig IX. der Reiche von Bayern-Landshut die oberpfälzischen Ämter, darunter auch Hersbruck. Sein Sohn Georg der Reiche verstarb 1503 ohne männliche Nachfahren. Über sein Erbe entbrannte der Landshuter Erbfolgekrieg.

### Hersbruck als Landstadt und Pflegamt der Reichsstadt Nürnberg 1505–1806
Die Reichsstadt Nürnberg trat in den Krieg an der Seite Albrechts IV. von Bayern-München ein und eroberte einige wittelsbachisch-bayerische Ämter, darunter Lauf und Hersbruck. Im Friedensschluss von Köln 1506 bekam Nürnberg die Ämter zugesprochen. Das nürnbergische Pflegamt Hersbruck wird zum Verwaltungszentrum eines der größten Ämter im neuen Landgebiet der Reichsstadt. An Stelle der ursprünglichen Burg Hersbruck wurde 1517 das Schloss Hersbruck als Sitz des nürnbergischen Pflegamts erbaut. 1525 wurde die Reformation auch in Hersbruck eingeführt. Im Zweiten Markgrafenkrieg 1552–1553 versuchte Markgraf Albrecht II. Alcibiades vergeblich der Reichsstadt Nürnberg das Landgebiet zu entreißen, jedoch waren die Zerstörungen groß. In einer Bilanz der Reichsstadt Nürnberg wird der Schaden beschrieben:

„Hersbruckh, ein statt, Behaimisch lehen [böhmisches Lehen], hat erstlich 9.375 fl pranntschatzung, dem prandtmeister 100 thaler, geben, und dem kriegsvolckh proviandt und ander notturfft geben müssen, in 500 fl werth, thut 9.989 fl – Item das schloß und casten ist geplündert und hinweg genommen 65 sumer getraids, 9 valckaneth, 2 stainpüchsen, 12 centnerhocken, 46 viertelhocken, 8 streuhocken, wiegt alles 100 centner, mer 33 halbhocken, uff 48 mann harnisch, panntzerkrägen, wehr und rüstung, item pulver, kugel, plei, pechring, feuerwerkh, und anders, alles angeschlagen uf f 2.200 fl – Nachmals ist die statt und landschafft abermahls überfallen, das schloß geplündert, zerschlage, verwüstet und ist der stadt 1.968 fl pranntschatzung und der lanndschaft 300 thaler für ir in die stat geflohet vich abgenottigt worden, und haben nichts minders ire geiselburger bis gein Hanober muessen nachschleppen lassen, cosstet sie in alles weith über 3.600 fl. Summe Herspruckischen Schadens 15.789 fl …“

Auch im Dreißigjährigen Krieg litt Hersbruck erneut unter Zerstörungen. Der Landesherr, die Reichsstadt Nürnberg, konnte das Landgebiet nicht schützen. Am 17. Oktober 1634 wurde Hersbruck von bayerischen Truppen unter Obristleutnant von Meussingen beschossen. Pfarrer Sigmund Faber bat um Verschonung der Stadt vor Niederbrennung – Hersbruck zahlte 3.000 fl und blieb verschont. Es starben beim Angriff über 100 Bewohner und etliche Häuser wurden zerstört. 1634 brach die Pest aus und forderte 734 Todesopfer.
Die Staatsfinanzen der Reichsstadt Nürnberg waren durch die Kriege schwer belastet. Die Staatsverschuldung wuchs in den nächsten 170 Jahren weiter an, sodass gegen Ende des 18. Jahrhunderts der Staatsbankrott eintrat.

### Hersbruck kommt 1806 zum Königreich Bayern
1803 wurde im Reichsdeputationshauptschluss die Reichsunmittelbarkeit und damit die Souveränität der Reichsstadt Nürnberg nochmals bestätigt, jedoch planten die benachbarten Bayern und Preußen (Ansbach-Bayreuth) die Aufteilung des Nürnberger Territoriums. Nürnberg lehnte sich in der Folge stärker an Frankreich an. Im März 1806 besetzten französische Truppen Nürnberg und Teile des Landgebietes, mit dem Ziel der Übergabe an die bayerischen Wittelsbacher. Mit der Unterzeichnung der Rheinbundakte am 12. Juli 1806 in Paris kamen Nürnberg und das Landgebiet – somit auch Hersbruck – zum neu entstehenden Königreich Bayern. Aus dem reichsstädtisch, nürnbergischen Pflegamt wird 1808 in bayerischer Zeit das königlich Landgericht Hersbruck. An die Stelle des ehemaligen Kastenamts Hersbruck tritt das königlich bayerische Rentamt Hersbruck als zuständige Steuerbehörde. 1861 wird die Trennung von Exekutive und Judikative eingeführt. Es entstehen das Bezirksamt Hersbruck (Vorläufer des Landratsamtes) und das Landgericht (Vorläufer des Amtsgerichts).

### Aufbau von Infrastruktur ab der Mitte des 19. Jahrhunderts
Auf Veranlassung des Bürgermeisters und Landtagsabgeordneten Johann Georg Langguth († 1881) wurden zahlreiche Innovationen angestoßen: Errichtung der Heu- und Strohwaage 1840, der Getreideschranne 1841, die Erwerbung des deutschen Schulhauses 1842, Erlass einer Hopfenwaag- und Hopfensiegelordnung 1843, die Herstellung des Holzgartens 1852, Erweiterung des Krankenhauses 1856.
Auch den Bau der Eisenbahnstrecke Nürnberg–Hersbruck–Schwandorf durch die königlich privilegierte Actiengesellschaft der bayerischen Ostbahnen im Jahr 1859 förderte Langguth. Dadurch wurde Hersbruck an das Eisenbahnnetz angeschlossen und erlebte einen großen wirtschaftlichen Aufschwung. Rund um den Bahnhof, der damals etwa einen Kilometer südlich, zwischen Feldern und Wiesen außerhalb der Stadt lag, entstand ein neues Wohnviertel mit Hopfenhandlungen und zahlreichen Industriebetrieben. (Heute ist dieser südliche Gemeindeteil, die Ostbahn oder Alte Bahn, längst mit der Altstadt zusammengewachsen, verbunden durch die längste Straße im Hersbrucker Stadtgebiet, die Ostbahnstraße.)
Es folgten die Eichanstalt 1859, die städtische Straßenbeleuchtung 1865, die Telegrafenstation 1868, die Arzberg-Wasserleitung 1867, die Gründung der Freiwilligen Feuerwehr 1867, die Überbrückung der Pegnitz 1869. Ab 1866 setzte er sich erfolgreich für die Führung der Staatsbahn Ingolstadt–Bayreuth über Hersbruck ein. Im Herbst 1873 wurde mit dem Bau begonnen. Am 15. Juli 1877 wurden die Bahnlinie Nürnberg–Schnabelwaid und die Verbindungsbahn Hersbruck–Pommelsbrunn feierlich eingeweiht.
Den Bau einer Gasanstalt hingegen überließ der Magistrat von Hersbruck privaten Anbietern. Es sollte bis 1878 dauern, bis Paul Brochier aus Nürnberg zusammen mit J. Alchinger die Initiative zum Bau der Gasanstalt ergriffen. Sie wurde auf Altensittenbacher Grund an der westlichen Stadtgrenze (heute Nürnberger Str. 54) errichtet. Im Jahr 1898 geht das Gaswerk auf die Aktiengesellschaft Gaswerke Doos-Hersbruck über. 1950 kaufte die Hersbrucker Gasversorgungs GmbH die Gasanstalt von der nun in Frankfurt am Main ansässigen Aktiengesellschaft.
Anders als bei der Gasversorgung war es von Anfang an das Anliegen der Stadt, ihre Bürger mit Wasser zu versorgen. 1894/95 wurde eine neue Wasserleitung gebaut, bestehend aus 4 Hochbehältern mit Rohrnetz und Anschlüssen für rund 300 Haushalte.
Ab 1914 wurde eine Elektrizitätsversorgung aufgebaut, mit der Errichtung von 3 Transformatoren mit je 25 Kilowatt Leistung, die 283 Konsumenten versorgte. Die Auslastung des Netzes lag damals bei 19 %.

### Hersbruck im 20. Jahrhundert
Während des Nationalsozialismus befand sich von 1944 bis 1945 das KZ-Außenlager Hersbruck des Konzentrationslagers Flossenbürg in der Stadt. Es lag zwischen der heutigen Amberger Straße und der Pegnitz, direkt neben dem Freibad; heute befindet sich dort ein Tennisplatz. Die etwa 10.000 KZ-Häftlinge, meist politisch Verfolgte oder Juden, arbeiteten an den Doggerstollen im nahe gelegenen Ort Happurg für einen Rüstungsbetrieb in der Houbirg, der nicht mehr fertiggestellt wurde. Als im April 1945 die US-Armee näher rückte, wurden die Häftlinge in mehreren Todesmärschen nach Dachau getrieben. Im Hersbrucker KZ starben etwa 4000 Personen.
Nach dem Ende des Zweiten Weltkriegs gehörte Hersbruck zur Amerikanischen Besatzungszone. Von der Militärverwaltung wurde auf dem Gelände des ehemaligen Konzentrationslagers ein DP-Lager für lettische Displaced Persons angelegt. Das Lager wurde von der UNRRA (ab 1947 IRO) betreut.
Hersbruck war bis zum 30. Juni 1972 Landkreissitz des Landkreises Hersbruck und beherbergt daher heute noch Amtsgericht, Finanzamt, Forstamt sowie Vermessungsamt. Außerdem ist Hersbruck Standort einer Polizeiinspektion sowie einer Außenstelle des Landratsamtes Nürnberger Land.

### Eingemeindungen
Im Zuge der Gebietsreform in Bayern wurden am 1. Januar 1972 die Gemeinde Ellenbach und der Gemeindeteil Großviehberg der Gemeinde Hohenstadt in die Stadt Hersbruck eingegliedert. Am 1. Januar 1974 kam ein Teil der Gemeinde Altensittenbach hinzu, am 1. Juli 1976 deren Restgebiet.

### Einwohnerentwicklung

#### 1840 bis 1987
Mit Beginn der Industrialisierung verstärkte sich das Bevölkerungswachstum in Hersbruck. Lebten 1840 noch 3.408 Menschen in der Stadt, stieg die Einwohnerzahl bis 1950 auf 11.139 und stagnierte danach bis Ende der 1980er Jahre.
| Jahr | Einwohner |
| ---- | --------- |
| 1840 | 3.408     |
| 1871 | 4.547     |
| 1900 | 5.288     |
| 1925 | 6.080     |
| 1939 | 6.973     |

| Jahr | Einwohner |
| ---- | --------- |
| 1950 | 11.139    |
| 1961 | 10.539    |
| 1970 | 10.483    |
| 1987 | 11.482    |

Einwohnerentwicklung von Hersbruck von 1840 bis 2016 nach nebenstehenden Tabellen

Quelle: Bayerisches Landesamt für Statistik

#### Ab 2005
Die Einwohnerzahl von Hersbruck war nach der Jahrtausendwende leicht rückläufig.
| Jahr | Einwohner |
| ---- | --------- |
| 2005 | 12.385    |
| 2006 | 12.447    |
| 2007 | 12.361    |
| 2008 | 12.429    |
| 2009 | 12.321    |
| 2010 | 12.333    |

| Jahr | Einwohner |
| ---- | --------- |
| 2011 | 12.114    |
| 2012 | 12.150    |
| 2013 | 12.095    |
| 2014 | 12.132    |
| 2015 | 12.260    |
| 2016 | 12.388    |

Quelle: Bayerisches Landesamt für Statistik

## Politik

### Stadtrat
2014 bis 2020
Der Stadtrat hat insgesamt 24 Sitze. Nach der Kommunalwahl am 16. März 2014 ergaben sich während der Wahlperiode 2014–2020 zwei Änderungen. Die 24 Sitze verteilten sich am Ende der Wahlperiode wie folgt auf die einzelnen Parteien und Wählergemeinschaften:
- CSU: 9 Sitze (Sprecher: Götz Reichel)
- SPD: 6 Sitze (Sprecher: Guido Schmidt)
- Freier Rathausblock (FRB): 5 Sitze (Sprecher: Jürgen Amann)
- Bündnis 90/Die Grünen: 3 Sitze (Sprecher: Ulrike Eyrich)
- Fraktionslos: 1 Sitz

Folgende Ausschüsse bestanden: Hauptverwaltungsausschuss, Bau-, Umwelt- und Stadtentwicklungsausschuss, Ausschuss für Familie, Jugend und Soziales, Ausschuss für Kultur und Tourismus, Rechnungsprüfungsausschuss (nicht ständig).
2020 bis 2026
Die Kommunalwahl am 15. März 2020 führte zu folgendem Ergebnis und der daraus folgenden Sitzverteilung im Stadtrat:
| Partei / Liste                       | Stimmenanteil | Sitze |
| CSU                                  | 30,1 %        | 7     |
| Bündnis 90/Die Grünen                | 19,2 %        | 5     |
| SPD                                  | 13,9 %        | 3     |
| Freier Rathausblock (FRB)            | 23,9 %        | 6     |
| Hersbrucker Bürgergemeinschaft (HBG) | 12,8 %        | 3     |

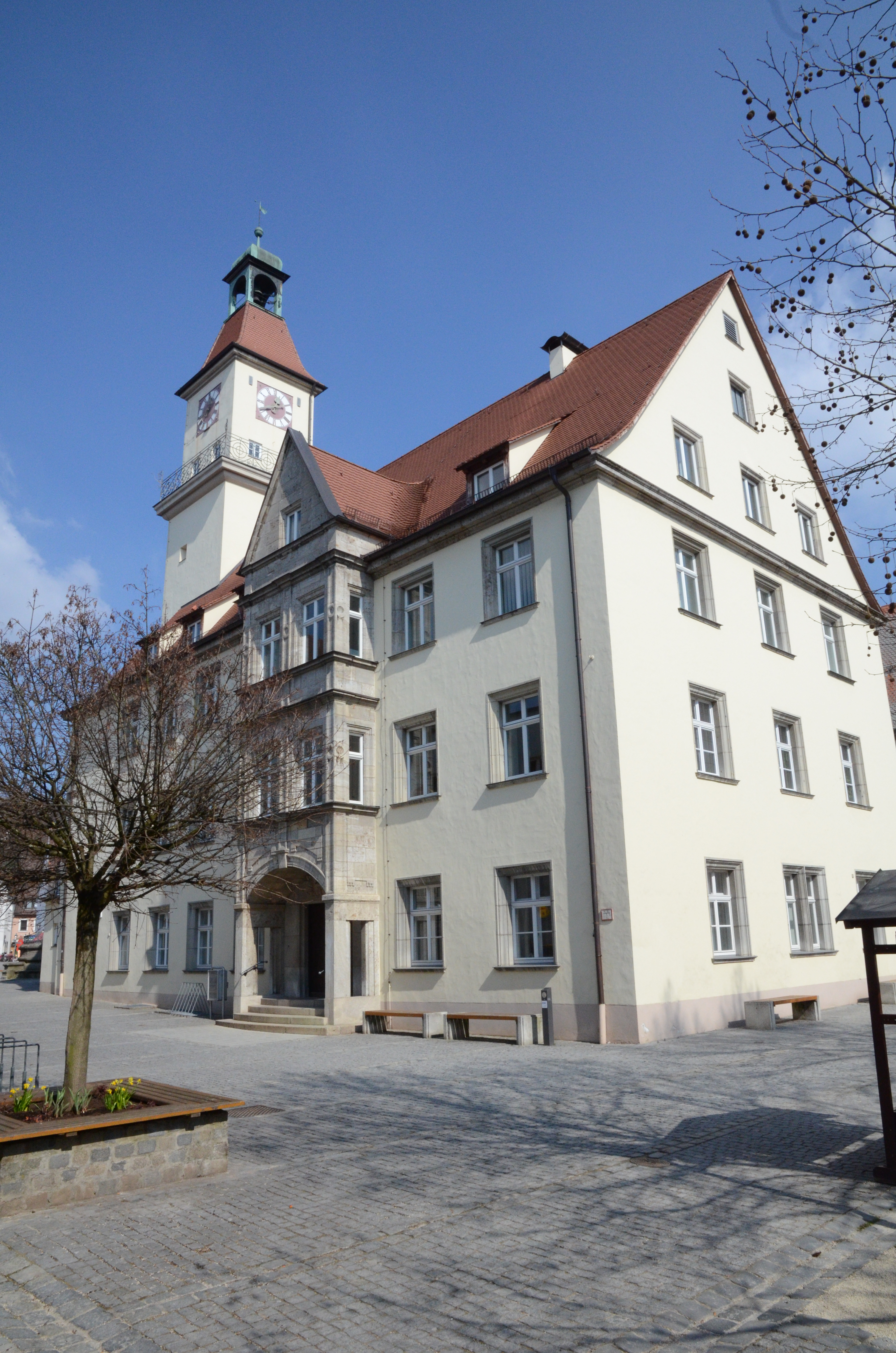
Rathaus

Die Wahlbeteiligung lag bei 59,3 Prozent.

### Bürgermeister
- Erster Bürgermeister: Robert Ilg (FRB, seit 2010)
- Zweiter Bürgermeister: Peter Uschalt (CSU, seit 2014)[38]

### Wappen
| Wappen von Hersbruck | Blasonierung: „In Rot eine silberne Zinnenmauer mit zwei Bögen, besetzt mit zwei silbernen Zinnentürmen mit Fenstern, zwischen denen ein silberner Hirsch auf schrägem Brückenbalken hinauf springt.“ |
| Wappen von Hersbruck | Wappenbegründung: Aus dem Jahr 1314 ist der Abdruck eines Siegels überliefert mit einem Widder auf einer für den Ortsnamen redenden aufsteigenden Brücke, die seitdem in allen Abbildungen zu sehen ist, mit und ohne Seitentürme. Von 1353 bis 1373 wird der Widder durch den böhmischen Löwen ersetzt als Hinweis auf die damalige Zugehörigkeit zu Böhmen. Als Hersbruck 1504 zur Reichsstadt Nürnberg kam, wurde das Wappen durch das kleine Wappen von Nürnberg vermehrt. Der Hirsch taucht zum ersten Mal in Abbildungen 1555 auf, im 17. Jahrhundert auf Denkmälern und in den Hopfensiegeln des 18. Jahrhunderts. Er steht redend für einen nicht mehr verstandenen Ortsnamen, der sich von dem Personennamen Haderich ableitet. Der Stadtrat setzte die Farben erst 2006 fest. |

### Partnerstädte
Partnerstädte von Hersbruck sind
- Lossiemouth (Schottland) seit 1972; nach Lossiemouth ist eine Brücke in Hersbruck benannt.
- San Daniele del Friuli (Italien) seit 2008
- Hilterfingen-Hünibach (Schweiz) seit 2012

## Kultur und Sehenswürdigkeiten

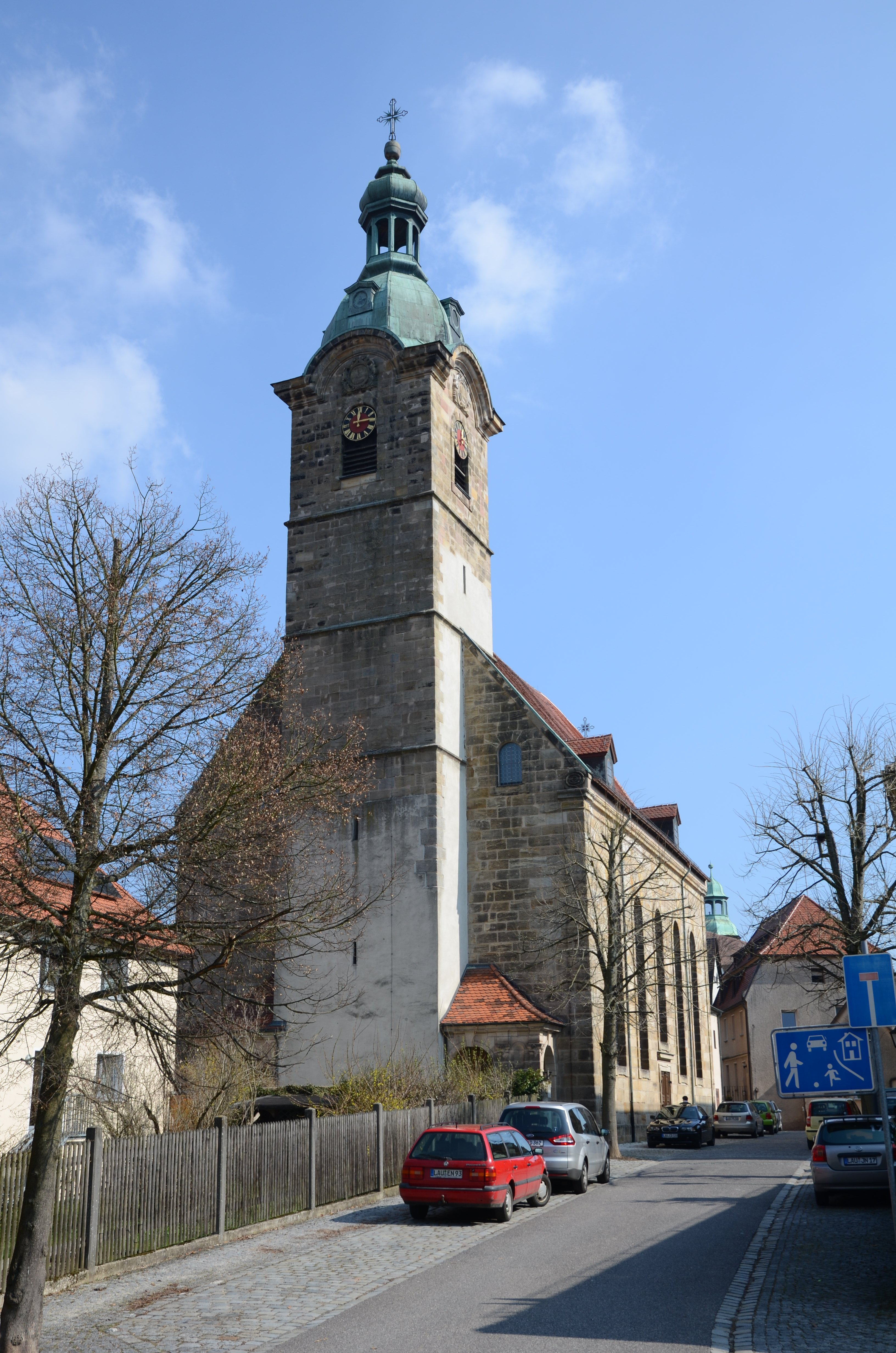
Stadtkirche Hersbruck

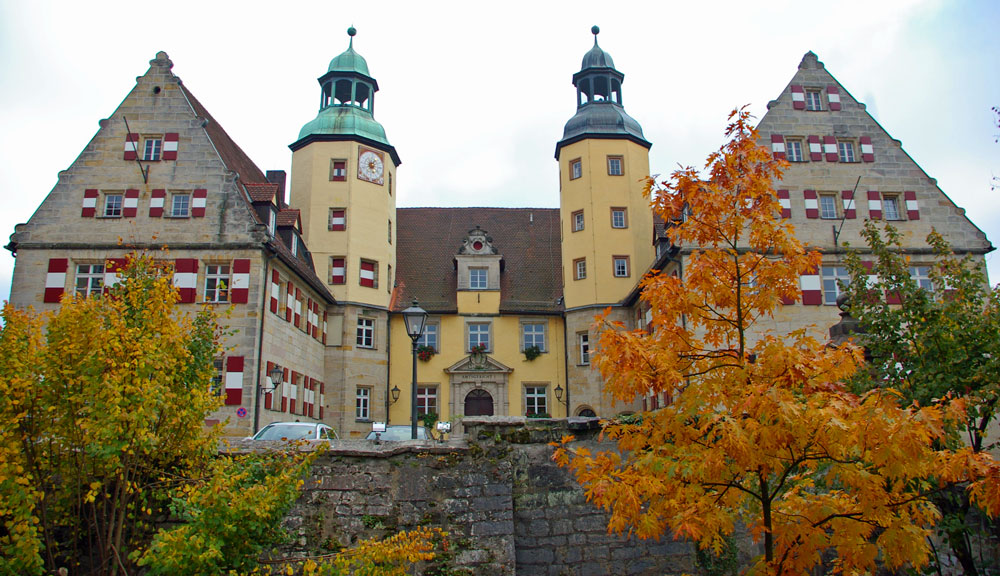
Schloss Hersbruck

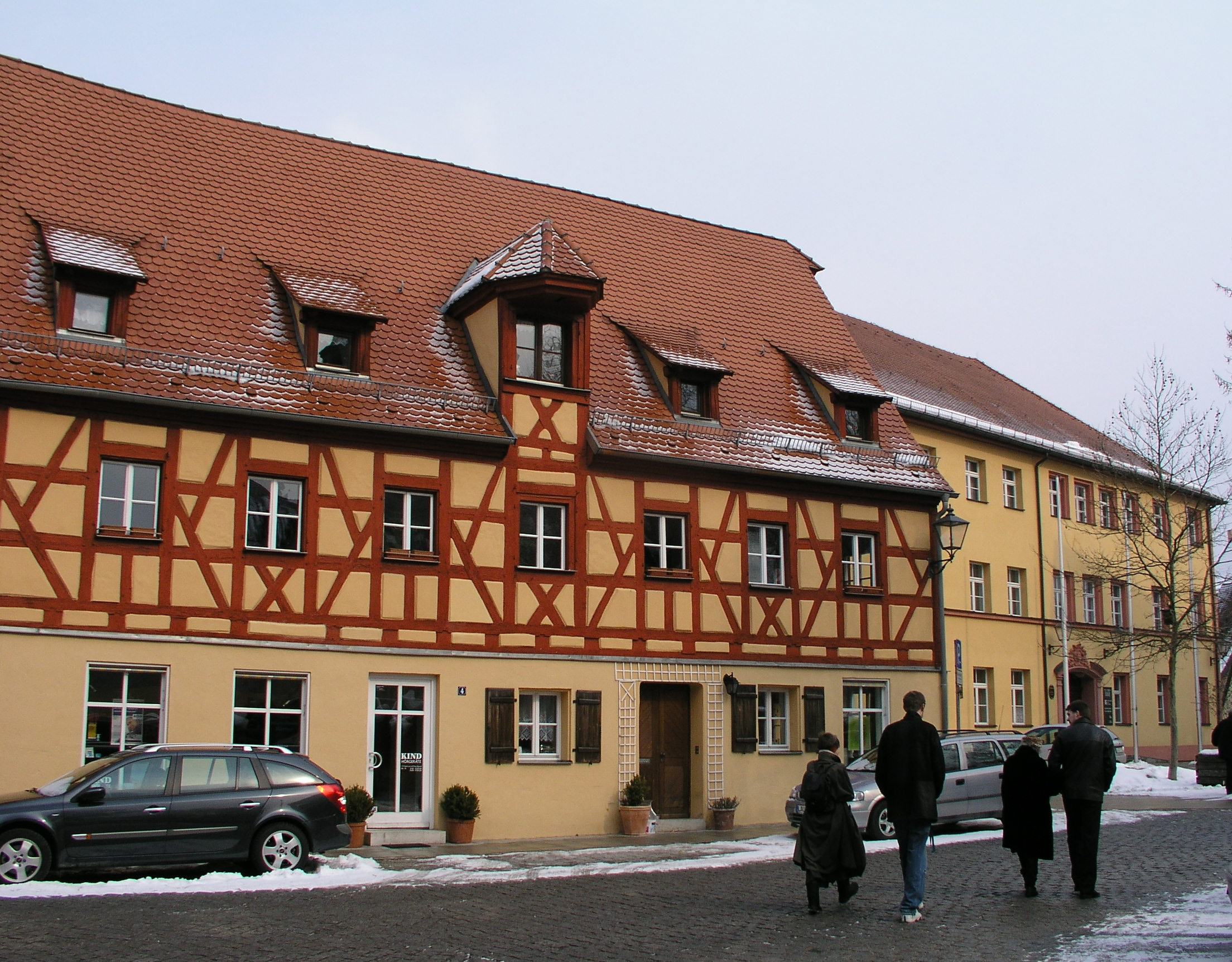
Ehemaliges Schlossbräuhaus und spätere Schlosslichtspiele (2005)

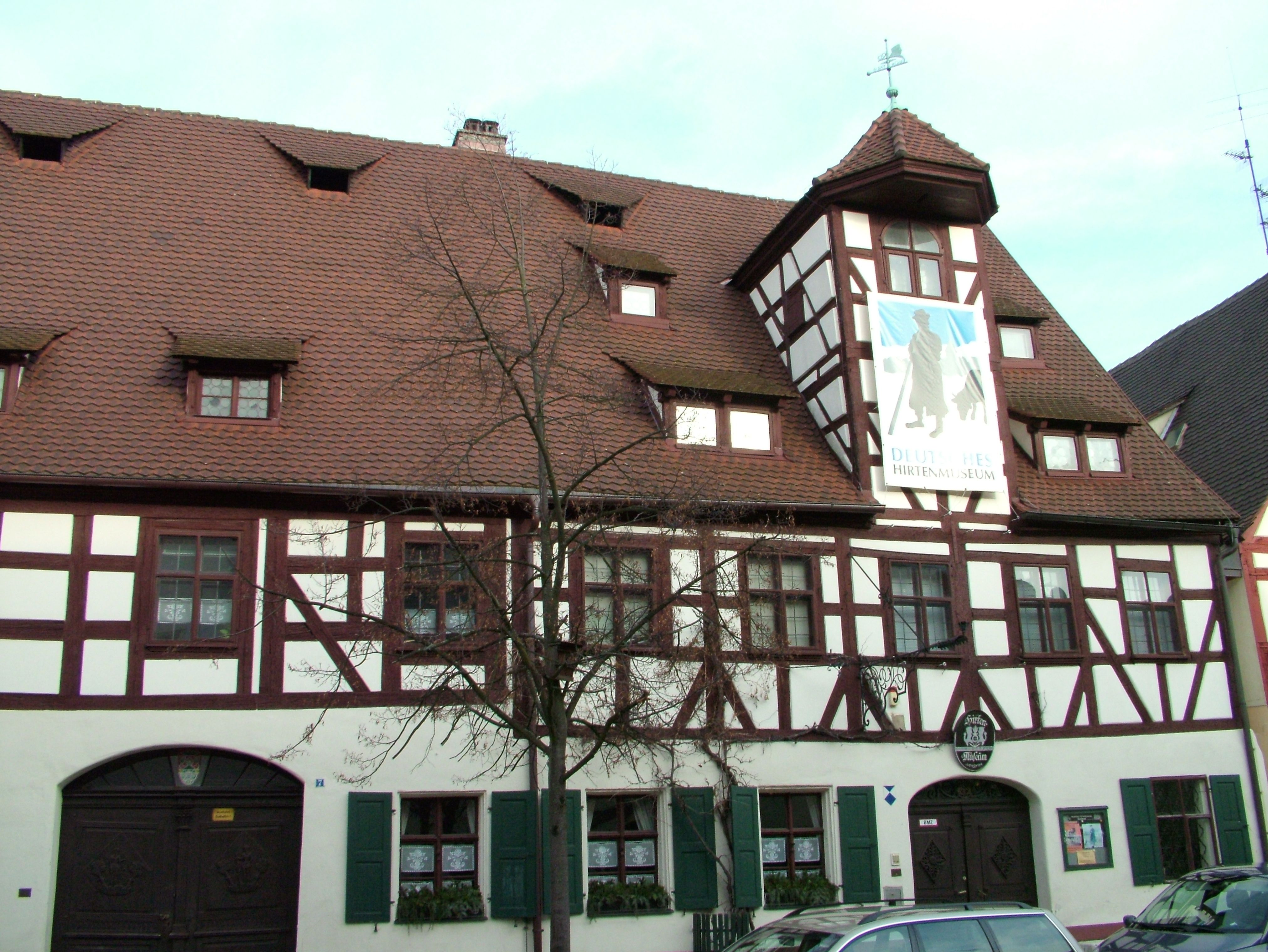
Hirtenmuseum (2007)

### Museen und Kunst
In der historischen Altstadt ist das Deutsche Hirtenmuseum beheimatet, das einzige Spezialmuseum zum Hirtenwesen in Deutschland. Ebenfalls im Stadtkern gelegen ist das Kunstmuseum Hersbruck. Im Stadtviertel Ostbahn befindet sich die Dauphin-Fahrzeugsammlung, die rund 160 Oldtimer und 240 Motorräder umfasst. Weiterhin existiert mit dem City Kino noch ein Lichtspielhaus, das auch als Kleinkunstbühne genutzt wird.

### Bauwerke
- Stadtkirche, ehemals Klosterkirche St. Maria

Gotischer Chor aus dem späten 14. Jahrhundert, barockes Langhaus aus dem 18. Jahrhundert. Bedeutender spätgotischer Schreinaltar St. Maria und die vier Kirchenväter (um 1480).
- Spitalkirche St. Elisabeth
(15. Jahrhundert), neben dem Spitaltor und dem Bürgerspital St. Elisabeth (um 1400 von Johann Polster gestiftet).
- Pfarrkirche St. Thomas
Saalkirche im Gemeindeteil Altensittenbach, deren Kern aus der ersten Hälfte des 15. Jahrhunderts stammt. Turmobergeschoss nach 1553. Ausbau 1776/77
- Auferstehungskirche
In den Jahren 1848 bis 1850 erbaute Friedhofskirche, gotisiert.
- Pfarrkirche Unsere Liebe Frau
Nachdem in den Jahren 1879 bis 1880 auf dem Platz des heutigen Pfarrhauses bereits ein Kultusgebäude mit Betsaal errichtet worden war, konnte schließlich am 9. Oktober 1932 von Erzbischof Johann Jakob von Hauck die katholische Pfarrkirche eingeweiht werden. Es war der Hartnäckigkeit von Pfarrer Lorenz Winter und Kirchenpfleger Georg Winter zu verdanken,[44] dass das Gotteshaus noch rechtzeitig vor der Machtergreifung der Nationalsozialisten fertiggestellt werden konnte.[45] Die Ausmalung der Kirche erfolgte 1934 durch Josef Hengge, die Vorlagen für die Bilder der Kreuzwegstationen stammen von Gebhard Fugel. Hinter dem Altar befindet sich an der Nordwand ein Fresko mit überlebensgroßen Figuren. Es zeigt die Kreuzigung Christi nach einem Motiv von Diego Velázquez.[46]
- Schloss Hersbruck
Bereits vor dem Jahr 1000 errichtet, 1517 Neubau durch die Reichsstadt Nürnberg, zwischen 1616 und 1622 durch Türme und Seitenflügel erweitert.
- Deutsches Hirtenmuseum
- Rathaus
Erstmals 1419 urkundlich erwähnt, liegt es als Mittelpunkt des historischen Stadtkerns zwischen dem Oberen und dem Unteren Markt. 1504 teilweise abgebrannt, musste es 1819 wegen Baufälligkeit abgerissen werden. Zwölf Jahre später stand der Neubau. Ein neuer Rathaussaal wurde 1937 geschaffen, die nördliche Außenseite des Turmes wurde mit umstrittenen Fresken verziert, die der aus Hörlbach bei Ellingen stammende Maler Eitel Klein angefertigt hatte. Am 19. April 1945, drei Tage nach dem Einmarsch der Amerikaner, brannte das Rathaus aus ungeklärten Gründen bis auf die Außenmauern nieder. 1948 fand das Richtfest für den Neubau und 1951 für den wiedererrichteten Turm statt. Zum Jahreswechsel 1951/1952 klangen erstmals wieder die Rathausglocken. Das Wappenrelief über dem Eingang schuf der Hersbrucker Steinmetz Ernst Kraut. 2002 fand eine umfassende Renovierung statt.
- Drei historische Stadttore (Tortürme)
Nürnberger Tor (erbaut 1444), Spitaltor (erbaut 1425, im 17. Jahrhundert neu aufgebaut), Wassertor (erbaut 1601/1602)
- Empfangsgebäude Bahnhof Hersbruck (links Pegnitz)
Erbaut 1858/1859 durch die Königlich privilegirte Actiengesellschaft der bayerischen Ostbahnen. Dreiteiliges Gebäude: Zweigeschossiger Mittelpavillon mit niedrigen Seitenflügeln. Sandsteinquaderbau mit Steinmetzarbeiten: Fenstergewände, Kragsteine für das Vordach, auf der Straßenseite Rahmenfelder unterhalb der Fenster. Drei Baukörper, jedes Teil hat drei Fensterpaare und drei Türöffnungen. Flachgeneigtes Dach mit großem Dachvorsprung – Baustil Ludwig I. Ursprungszustand durch kleinere Umbauten/Erweiterungen leicht verändert. Im gleichen Baustil (Sandsteinquaderbau mit flachgeneigtem Dach, jedoch ohne die Dreiteilung), die östlich vom Empfangsgebäude liegende Güterhalle.
- Finanzamt
Erbaut 2008/09 nach einem Entwurf der Münchener Architekten Peter Breining und Heide-Marie Eitner (Innenhof) auf dem Gelände des früheren KZ-Außenlagers.
- Wasserturm
Wahrzeichen des Gemeindeteiles Großviehberg ist ein 100 Jahre alter Wasserturm, der mit der Wasserleitung des Ortes 1910 in Betrieb genommen wurde. Er ersetzte einen bis dahin vorhandenen hölzernen Uhr- und Glockenturm. Er war der einzige Wasserturm im ehemaligen Landkreis Hersbruck und fasste 19 Kubikmeter Wasser. Darüber wurde in einem Fachwerkaufsatz ein mechanisches Uhrwerk installiert, das 1976 auf elektrischen Betrieb umgebaut wurde. Die Baukosten in Höhe von 1027,67 Mark wurden durch den Verkauf von Kalksteinen aus dem ortseigenen Steinbruch beglichen. Die im Untergeschoss eingebaute Viehwaage fand bis 1976 Verwendung. 1981 wurde Großviehberg an die Wasserversorgung der Stadt Hersbruck angeschlossen.[47]
- Arzbergturm
1885 errichteter, 1886 eingeweihter[48] Aussichtsturm auf dem 612,1 m[49] hohen Arzberg südlich der Stadt. Die Turmhöhe beträgt 24,6 Meter. Der Bauplan wurde vom Hersbrucker Ingenieur und Fabrikanten Oskar Wetzer erstellt. Realisiert wurde der Turmbau durch den Hersbrucker Verschönerungsverein, der die Baukosten bestritt, sowie durch örtliche Fuhrwerksbesitzer, die Materialtransporte in 65 Tagesschichten unentgeltlich durchführten. Anfang der 1970er Jahre wurde der Turm generalüberholt. Auf seiner Aussichtsplattform bietet er Ausblicke nach allen Seiten. Richtung Westen sind markante Gebäude Nürnbergs gut erkennbar, im Norden ist der Hohenstein zu sehen. In Richtung Osten sieht man bei gutem Wetter bis zum Böhmerwald, im Süden ist der Stöckelsberg und Altdorf erkennbar.

### Denkmale

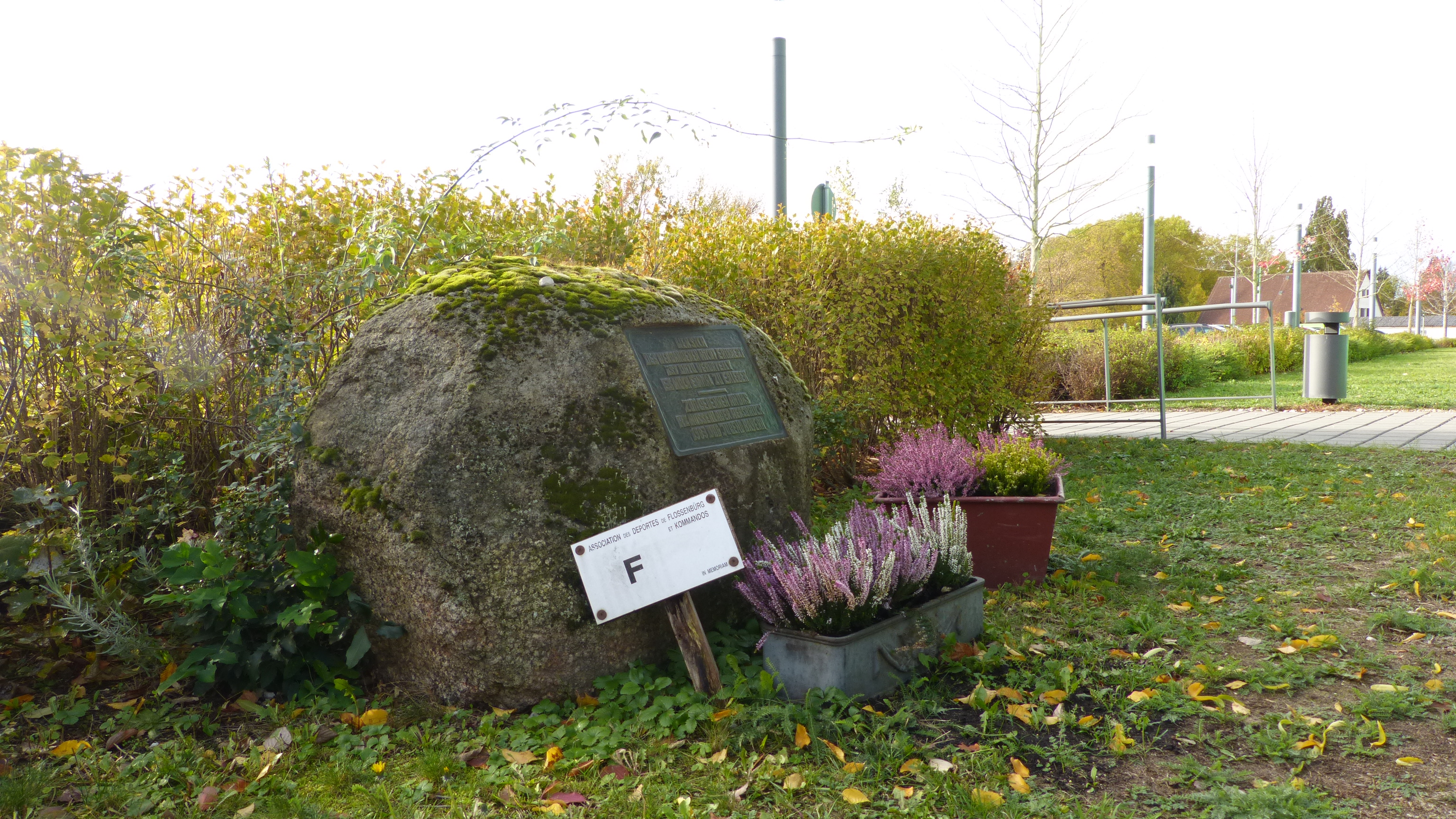
Gedenkstein zum Gedenken an das KZ-Außenlager Hersbruck, 1983 von der DGB-Jugend Bayern errichtet

- KZ-Dokumentationsort Hersbruck, eröffnet im Januar 2016. Auf dem Gelände des ehemaligen KZ-Außenlagers in unmittelbarer Nachbarschaft zu Strudelbad und Finanzamt gelegen, vermittelt der schwarze Würfel Informationen zum Lager und den dort Gefangenen. Eine Sichtachse besteht zur gleichzeitig eröffneten Gedenkstätte am Doggerstollen in Happurg.[50]
- Statue Ohne Namen von Vittore Bocchetta, errichtet 2007 am Rosengarten. Die Statue erinnert an die Leidenszeit des Künstlers im Konzentrationslager Hersbruck und die erfolgreiche Flucht im Jahr 1945.
- In einem Wald links der Straße von Kainsbach nach Schupf (Gemeindeteile von Happurg) erinnert ein Mahnmal in Gestalt einer Urne an Hunderte von KZ-Opfern des KZ-Außenlagers Hersbruck, die bei Überlastung des Nürnberger Krematoriums offen verbrannt und deren Gebeine dort verscharrt wurden.
- In Hubmersberg rechts der Straße nach Pommelsbrunn mahnt ein Obelisk seit 1950 die Lebenden, diese Toten nicht zu vergessen. An der Straße von Happurg nach Förrenbach wird mit einem Kreuz der ermordeten Häftlinge gedacht.
- Im Jahre 1983 errichtete die Gewerkschaftsjugend neben dem Finanzamt, das früher SS-Kaserne war, einen Gedenkstein zur Mahnung der Lebenden.
- Die Angehörigen der Familie Strauß brachten an ihrem ehemaligen Wohnhaus Eisenhüttlein 4/6 eine Gedenktafel für ihre Familienmitglieder an, die 1943 im KZ Auschwitz ermordet wurden.[51]

### Veranstaltungen
- Der Hirtentag wird am 6. Januar im Hirtenmuseum gefeiert. Dieser Tag war für die Hirten der höchste Feiertag, der sogenannte Oberste. Die Rinderhirten des Nürnberger Landes trafen sich erstmals 1931 in Hersbruck an diesem Tag zum Erfahrungsaustausch und Musizieren. Später fand das Hirtentreffen im neu geschaffenen Deutschen Hirtenmuseum statt. Den Beruf des Gemeindehirten gibt es nicht mehr, aber die Tradition des Hirtentreffens wird als Museumsfest weitergeführt.[52]
- Hersbrucker Nacht Gieger – Musikbands aller Stilrichtungen spielen in den Biergärten, Kneipen und Speiselokalen der Stadt. 1999 wurde die Live-Musik-Nacht zum ersten Mal von der Arbeitsgruppe Kunst&Kult veranstaltet und findet seither regelmäßig am 30. April statt.
- Das Bürgerfest wird meist an einem Samstag im Juni rund um das Rathaus veranstaltet. Organisiert wird es durch die Freiwillige Feuerwehr Hersbruck e. V.
- Das Kinderfest findet meist um Johanni statt. Es wurde erstmals am 24. Juni 1891 gefeiert. Alle Schüler der Hersbrucker Volksschulen zogen seitdem mit Blumen, Bändern und Fahnen auf den Michelsberg. Alle Kinder erhielten von der Stadt eine Bratwurstsemmel und bei Spielen mit der Drehwalze, dem Schlupfkasten und am Kletterbaum gab es Preise zu gewinnen. Seit mehreren Jahren findet es nur noch als Fest der Grundschüler im jährlichen Wechsel am Berg oder im Schulhof statt.[53]
- Das Hersbrucker Sommerfest findet im Juli auf dem Plärrer statt, der sonst als Großparkplatz genutzt wird.
- Das Altstadtfest am ersten Wochenende im August wurde 1976 anlässlich der 1000-Jahr-Feier der Stadt Hersbruck ins Leben gerufen. Mehrere Musikgruppen unterschiedlicher Richtungen treten gleichzeitig an mehreren Stellen in der Altstadt auf. Zu der Veranstaltung kommen jährlich mehr als 10.000 Gäste.
- Weit bekannt ist das Hersbrucker Eselrennen. Der Wettkampf findet seit 1981 gleichzeitig mit dem Altstadtfest am ersten Sonntag im August statt. Seit 1987 wird es auf der Sportanlage des 1. FC Hersbruck ausgetragen. Die Eselführer versuchen dabei vor bis zu 4000 Zuschauern ihren Esel als ersten über die Ziellinie zu bringen.[54]
- Das Internationale Gitarrenfestival Hersbruck findet seit dem Jahre 2000 jährlich im August statt. Bekannte Virtuosen bieten Workshops und Kurse an und treten bei öffentlichen Konzerten auf.
- Es gibt mehrere Kirchweihfeste, unter anderem die Stadtkirchweih um das Rathaus, die Michelmühl-Kirchweih, Ostbahn-Kirchweih, die Hansgörglkirwa sowie die Altensittenbacher Kirwa.

## Cittàslow
Hersbruck ist die erste von inzwischen dreiundzwanzig deutschen Cittàslow-Städten. Die Cittàslow-Bewegung ist eine aus der „Slow Food“-Bewegung hervorgegangene Vereinigung lebenswerter Städte. Diese Vereinigung von in der Mehrzahl italienischen Kleinstädten bemüht sich um die Umsetzung der Prinzipien von Slowfood über den kulinarischen Aspekt hinaus in der Stadtplanung, der Umweltpolitik und der Förderung regionaler Traditionen und Spezialitäten. Das SlowCittà steht nicht für langsame Stadt, sondern soll den Kontrast zum Fast Food herausheben und somit das Ziel der Slowfood-Bewegung – die Menschen wieder zu einem bewussteren und geschmackvolleren Essen zu führen – verdeutlichen.

## Freizeit, Veranstaltungen, Sport und Feuerwehr

### Therme

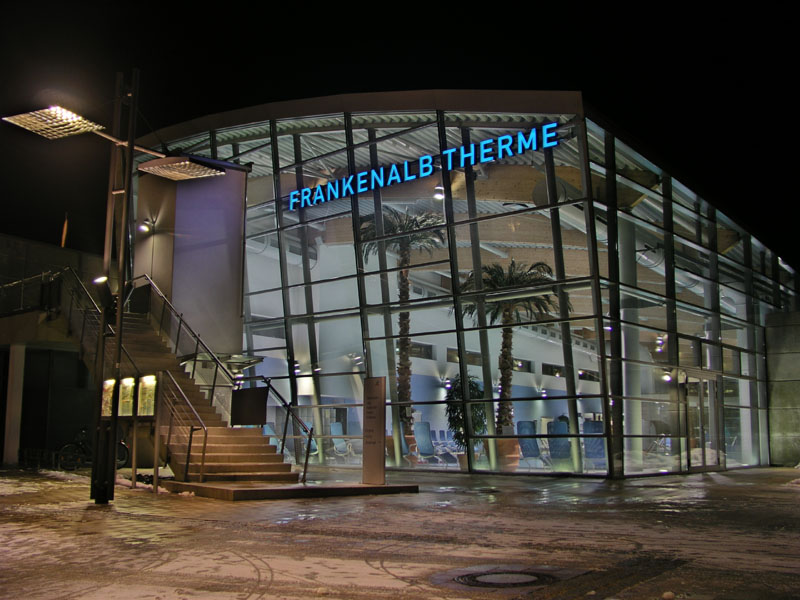
Fackelmann Therme Hersbruck mit altem Schriftzug (2005)

2004 wurde die Frankenalbtherme (seit 2010 Fackelmann Therme Hersbruck) eröffnet. Sie bietet neben einem Thermal- und einem Spaßbadebereich mit einer 82 Meter langen Rutsche und einem Beachvolleyball-Feld einen großen Saunabereich mit mehreren Außensaunen.

### Brauchtum
Seit 1840 findet jährlich am Ostersonntag am Michelsberg das Ostersingen statt. Morgens um sechs Uhr treffen sich die Sänger, die ohne Vereinsbindung sind, vor der dortigen Gaststätte. Dort werden die Notenblätter der drei Lieder verteilt, nach dem Singen werden die Anwesenden in eine Chronik eingetragen.

### Sport

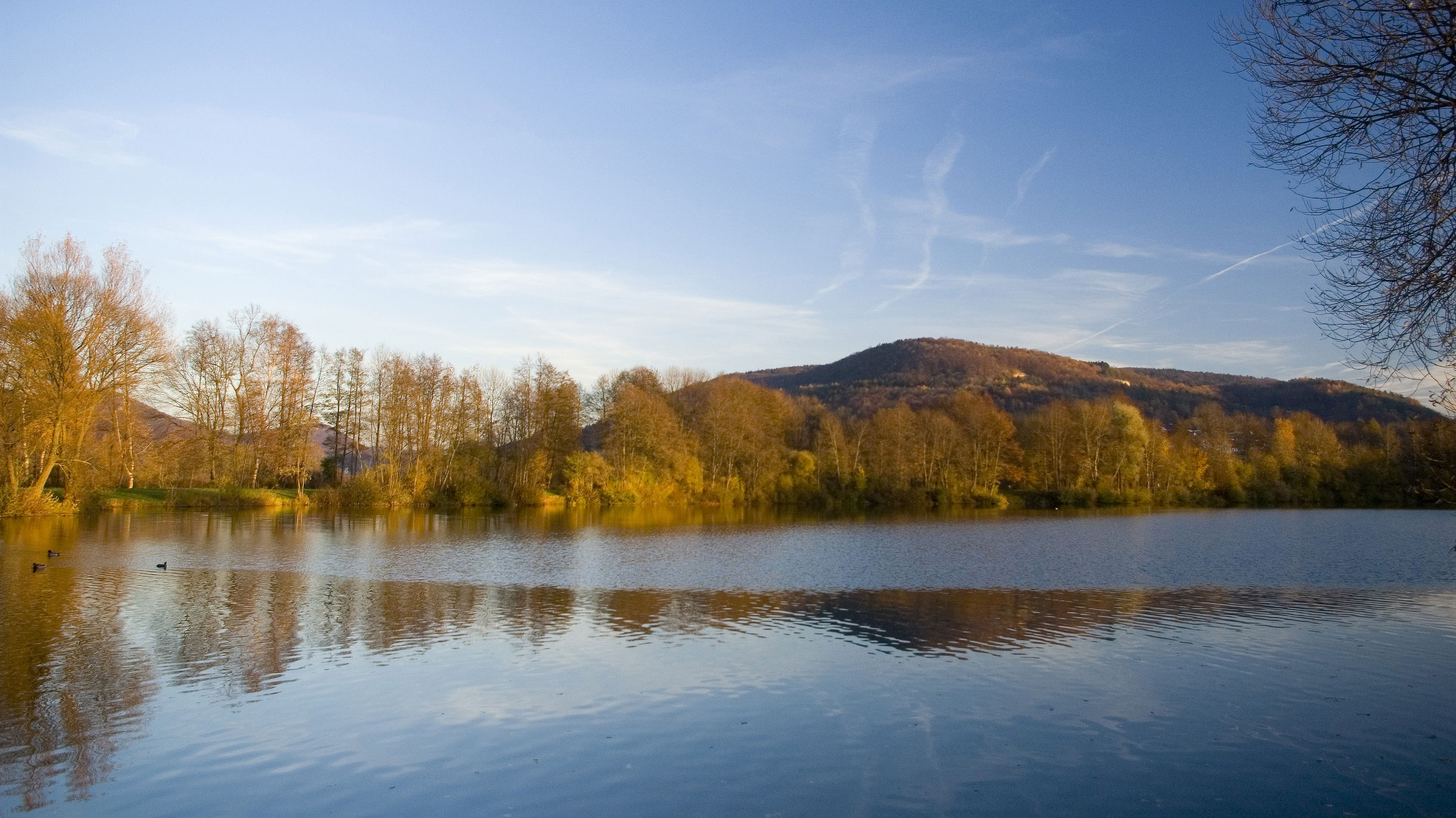
Baggersee (2006)

Hersbruck hat mehrere Sportvereine. Der höchstklassige ist der ehemalige Fußball-Bayernligist 1. FC Hersbruck. Dieser hat neben der Fußballabteilung auch eine Kegel-, eine Tennis- und eine Mountainbikeabteilung. Ein weiterer Fußballverein ist die SV Eintracht Hersbruck 1949. Der SV 1928 Altensittenbach bietet die Sportarten Fußball, Tennis, Tischtennis, Gymnastik und Schach an. Mit dem HC Hersbruck existiert ein Handballverein mit Mannschaften in mehreren Altersklassen. Die LG Hersbrucker Alb ist der Verein der Leichtathleten. Einer der größten Vereine ist der TV 1861 Hersbruck mit vielen Abteilungen von Aerobic über Badminton und Basketball bis Turnen und Volleyball. Außerdem gibt es Kegelklubs, Schützenvereine in Hersbruck, Ellenbach und Altensittenbach, Marathonteams und Karatevereine. Nicht vergessen werden darf die ortsansässige Wasserwacht, die freiwilligen Wachdienst im Freibad Hersbruck und am Baggersee Happurg leistet.
An einem Baggersee, dem Happurger See, der als Unterbecken eines bis 2011 betriebenen Speicherkraftwerks diente, in der Gemarkung der Gemeinde Happurg verbringen Angler und Taucher des Tauchclub Koralle Hersbruck ihre Freizeit. Auf einer nahe gelegenen Wiese liegt das Segelfluggelände Hersbruck der Luftsportgemeinschaft Hersbruck. Diese flog seit 2006 in der 1. Segelflugbundesliga unter den 30 besten Segelflugvereinen in Deutschland. Nach dem Abstieg 2010 in die 2. Liga erfolgte in der Saison 2014 der Wiederaufstieg in die 1. Segelflug-Bundesliga.

### Fasching
Vom Ende des 19. bis Mitte des 20. Jahrhunderts galt Hersbruck als Faschingshochburg. In den 1950er-Jahren bestand in Hersbruck ein Faschingsverein, der bis 1966 den Hersbrucker Skifasching organisierte. Seit dem Jahr 2000 existiert der Närrschbrucker Rummzug, seit Herbst 2003 die Funkengarde Tanzgarde Annemon. Die Faschingsgesellschaft Närrschbruckia e. V. gründete sich am 5. Februar 2004.

### Freiwillige Feuerwehr
Die Stadt hat vier eigenständige Feuerwehren in Hersbruck, Ellenbach, Großviehberg und Altensittenbach. Die Freiwillige Feuerwehr Hersbruck als Stützpunktfeuerwehr rückt bei Bränden und zur Technischen Hilfeleistung in den benachbarten Gemeinden aus. Sie zählt knapp 100 Mitglieder und besitzt insgesamt neun Fahrzeuge und drei Anhänger.

### Wandern
Hersbruck bietet acht Rundwanderwege in unterschiedlichen Längen (zwischen 5 und 12 km) und mit unterschiedlichem Profil. Außerdem begegnen sich in Hersbruck die Fernwanderwege Fränkischer Gebirgsweg und Frankenweg. Während der Fränkische Gebirgsweg in Hersbruck endet, führt der als Prädikatswanderweg Wanderbares Deutschland gekennzeichnete Frankenweg auf einer Etappe durch Hersbruck hindurch.

## Religion

### Religiöse Einrichtungen
Für die Hersbrucker Christen gibt es mehrere evangelisch-lutherische Kirchen, eine landeskirchliche Gemeinschaft, eine evangelisch-methodistische Kirche, eine evangelisch-freikirchliche Gemeinde (Brüdergemeinde), eine neuapostolische Kirche und eine römisch-katholische Kirche; die Zeugen Jehovas haben eine Versammlungsstätte. Den Muslimen stehen zwei Moscheen zur Verfügung.

### Konfessionsstatistik
Gemäß dem Zensus 2011 waren 53,4 % der Einwohner evangelisch, 22,7 % römisch-katholisch und 23,9 % waren konfessionslos, gehörten einer anderen Glaubensgemeinschaft an oder machten keine Angabe. Die Zahl der Katholiken und vor allem die der Protestanten ist seitdem gesunken. Zum 31. Dezember 2018 waren 46,7 % Einwohner evangelisch und 20,2 % römisch-katholisch. 33,1 % gehörten anderen Konfessionen oder Glaubensgemeinschaft an oder waren konfessionslos.

## Wirtschaft

### Hopfen

Begleiturkunde für Siegelhopfen aus dem Anbaugebiet Hersbrucker Gebirge, ausgestellt vom Siegelmeister der Siegelhalle der Stadt Hersbruck im Jahr 1951.

#### Geschichtliche Entwicklung von Hopfenbau und Hopfenhandel
Der Hopfenbau im Hersbrucker Raum lässt sich bereits um das Jahr 1300 nachweisen. Im Urbar der Propstei Hersbruck des Klosters Bergen wird die ca. 5 km entfernte Hopfengartenmühle erwähnt. An dem Namen ist zu erkennen, dass zu dieser Zeit Hopfen bereits als Kulturpflanze in Gärten angebaut wird. Erstmals urkundlich belegt ist Hopfen als Handelsgut in Hersbruck im Jahr 1382. Vom 16. Jahrhundert bis zum späten 18. Jahrhundert wird Hopfen in der Stadt Hersbruck und im Pflegamt Hersbruck nur in begrenztem Umfang angebaut. Der Hopfen wird hauptsächlich für das örtliche Brauwesen angebaut und z. T. wird hierfür Hopfen aus anderen Regionen (Oberpfalz und Böhmen) eingeführt. Die Reichsstadt Nürnberg verbietet bis 1776 eine Ausweitung des Anbaus im Pflegamt Hersbruck zu Lasten anderer Feldfrüchte, wie Getreide. Ab ca. 1780 wird immer mehr Hopfen angebaut und es entwickelt sich Hopfenhandel. Zahlreiche Hopfenhändler vermarkten ihren Hopfen direkt, z. T. in weiter entfernte Regionen. Vor 1800 liefern Hersbrucker Bürger Hopfen bereits nach Straßburg und bis nach Lyon. 1822 gibt es in Hersbruck 20 große Hopfenhandlungen im Umland weitere ca. 10 Hopfenhändler. Der Jahresumsatz wird 1822 auf ca. 4000 Ztr. geschätzt. Rund 50 % des Hopfens wird nach Sachsen, Böhmen, Württemberg, Baden und Frankreich verkauft. 1843 erlässt die Stadt Hersbruck aus Gründen der Qualitätssicherung eine Hopfenwaag und -siegelordnung für den in der Stadt angebauten Hopfen. Hopfen aus dem Umland wurde als sogenannter Markthopfen und nicht als Hersbrucker Hopfen gehandelt. Bis zum Ende des 19. Jahrhunderts wurde der Hopfenanbau in Hersbruck und Umgebung stetig ausgeweitet. Es wurde aber versäumt, technische Neuerungen wie Drahtanlagen und Hopfendarren einzuführen. Zu Beginn des 20. Jahrhunderts war der Hopfenanbau im Hersbrucker Gebiet immer weniger konkurrenzfähig. Während des Ersten Weltkriegs fielen die internationalen Absatzmärkte für den Hersbrucker Hopfen weg. Viele Hopfenäcker wurden aufgelassen, um Getreide und Kartoffeln anzubauen. In den 1920er Jahren konnte sich der Hersbrucker Hopfenbau nicht von den Einschnitten erholen. Am 9. Dezember 1929 entstand durch das Reichsgesetz über die Herkunftsbezeichnung des Hopfens das Hopfenanbaugebiet Hersbrucker Gebirge, der den bis dahin gebräuchlichen Namen „Markthopfen“ ersetzt. Das Hopfenherkunftsgesetz bringt für den Hersbrucker Hopfenbau nicht die notwendigen Impulse. Zwangswirtschaft in den 1930er Jahren und der Zweite Weltkrieg belasten den Hopfenanbau weiter. Nach 1945 bekommt der Hopfenbau im Anbaugebiet Hersbrucker Gebirg keine wesentlichen Impulse. Bis Ende des 20. Jahrhunderts ist der Anbau stark rücklaufig. Die städtische Hersbrucker Hopfensiegelhalle in der Ostbahnstraße wird Ende der 1980er Jahre aufgegeben.

#### Hopfensiegelbezirk Hersbruck

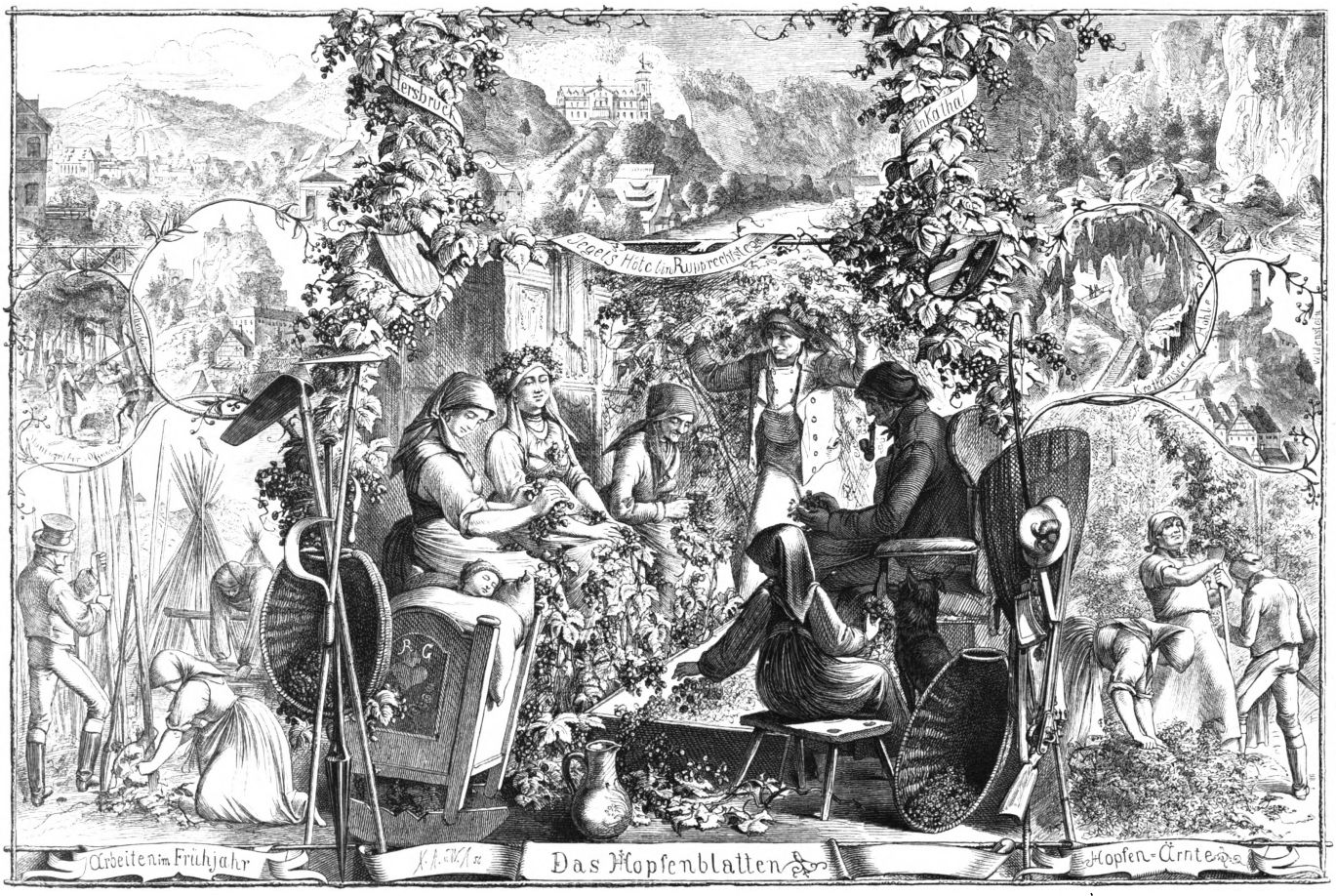
Das Hopfenblatten – Holzschnitt erschienen 1864 in der Zeitschrift „Die Gartenlaube“. Zu sehen ist eine Bauernfamilie in der Tracht der Hersbrucker Schweiz, beim Pflücken der Hopfendolden.

Die Hopfenanbauregion Hersbrucker Gebirge wird 2004 der Hallertau als 15. Siegelbezirk zugeschlagen. Zum Siegelbezirk Hersbruck gehören nach BayHopfDV § 2 folgende Gemeinden:
- im Landkreis Amberg-Sulzbach: Weigendorf;
- im Landkreis Bayreuth: Betzenstein;
- im Landkreis Erlangen-Höchstadt: Eckental, Heroldsberg, Kalchreuth;
- im Landkreis Forchheim: Gräfenberg, Hiltpoltstein, Igensdorf, Kleinsendelbach, Kunreuth, Neunkirchen a. Brand, Obertrubach, Weißenohe;
- im Landkreis Nürnberger Land: Altdorf b. Nürnberg, Burgthann, Engelthal, Happurg, Hartenstein, Hersbruck, Henfenfeld, Kirchensittenbach, Lauf a. d. Pegnitz, Leinburg, Neunkirchen a. Sand, Offenhausen, Ottensoos, Pommelsbrunn, Reichenschwand, Röthenbach a. d. Pegnitz, Rückersdorf, Schnaittach, Schwaig b. Nürnberg, Schwarzenbruck, Simmelsdorf, Velden, Vorra, Winkelhaid.

Die gesamte Anbaufläche betrug im Jahr 2004 weniger als 100 Hektar. 2017 ist diese auf 160 Hektar gewachsen. Angebaut werden u. a. die traditionellen Sorten Hersbrucker und Hallertauer Hopfen, vermehrt aber auch Amarillo, Ariana, Cascade und Mandarina Bavaria.

#### Hopfenernte und Hopfenpflückmaschine
Das Hopfenpflücken war bis zur Mitte des 20. Jahrhunderts reine Handarbeit. Zahlreiche Saisonarbeiter (vor 1945 z. T. aus Böhmen) wurden hierfür angestellt. Am 26. Januar 1906 erteilte der Hersbrucker Bürger Sebastian Lutz unter der Nr. 181205 das Reichspatent auf die von ihm entwickelte „Hopfenpflückmaschine mit pendelnden Greifern zum Abreißen der Dolden“. Das Prinzip dieser Maschine bildet die Grundlage für alle weiteren Hopfenpflückmaschinen.

#### Hopfensorte „Hersbrucker Gebirg“
Im Hersbrucker Anbaugebiet wurden etliche Hopfensorten entwickelt, darunter der Frühe Gebirgshopfen, Altersittenbacher Frühhopfen (Bürners Frühhopfen) und der späte Hersbrucker Gebirgshopfen. Um 1980 wurde in Deutschlands größtem Anbaugebiet, der Hallertau, bereits mehr Hopfen der Sorte „Hersbrucker Gebirg“ gebaut als der Sorte „Hallertauer“. Um 1990 hat der „Hersbrucker“ (ca. 6700 ha) den „Hallertauer“ (ca. 400 ha) im Anbaugebiet Hallertau fast gänzlich verdrängt. Zu dieser Zeit war die Sorte „Hersbrucker“ weltweit die wichtigste deutsche Aromahopfensorte.

#### Beispiele für die Verwendung von Hersbrucker Hopfen
Die Brauerei Porterhouse aus Dublin verwendet den Hopfen aus der Region Hersbruck für ein Pils mit der Bezeichnung Hersbrucker.
Bis 1980 wurde auch ein Hopfenkräuterbitter in Hersbruck hergestellt.

### Brauwesen
Hersbruck hat eine über 600-jährige Brautradition. Im 18. Jahrhundert gab es über 100 brauberechtigte Bürger, die in 4 Kommunbrauhäusern Rotbier brauten. Von ca. 20 Brauereien (teils Kommunbrauer, teils Brauereien), die es Mitte des 19. Jahrhunderts gab, waren um 1910 noch ca. 10 Kommunbrauer und Brauer übriggeblieben. Diese gründeten 1920 die Bürgerbräu Hersbruck.
In Hersbruck wird heute das Hersbrucker Bier der Marke Bürgerbräu Hersbruck hergestellt. Traditionelle Sorten sind das Lagerbier, ein stärkeres Helles und ein stark gehopftes Pils.

### Industriebetriebe
Weitere industrielle Produktionsstätten fertigen Haushaltsgeräte, Herrenanzüge, Messwerkzeuge und Folienverpackungen.
Das weltweit agierende Unternehmen der Haushaltsartikel- und Badezimmermöbelbranche Fackelmann hat ebenso wie der Textilhersteller Carl Gross seinen Hauptsitz in Hersbruck.
Europas ehemals größtes Versandhaus Quelle wurde nach dem Zweiten Weltkrieg in Hersbruck wiederaufgebaut.

### Bankwesen
Nach der Stadt Hersbruck wurde das Hersbrucker Jahresabschlussprogramm benannt, welches bei zahlreichen Banken im Rahmen des Jahresabschlusses verwendet wird.

## Medien
Die hauptsächlich verbreitete Tageszeitung ist die Hersbrucker Zeitung mit dem überregionalen Mantel der Nürnberger Nachrichten. Regionaler Kabelsender ist Franken Fernsehen.

## Verkehr

### Straßenverkehr
Die Stadt liegt an der Bundesstraße 14. Die Anschlussstelle Lauf/Hersbruck der Autobahn 9 München–Berlin liegt etwa 10 km westlich der Stadt. Über Alfeld ist die gleichnamige Anschlussstelle der Autobahn 6 nach etwa 18 km erreichbar.

### Schienenverkehr

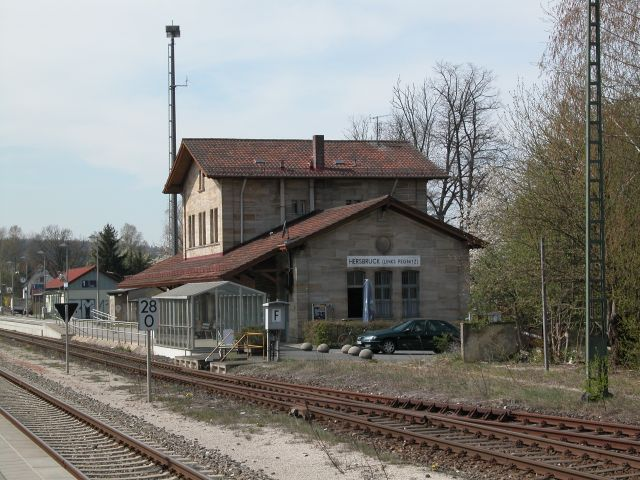
Bahnhof Hersbruck (links Pegnitz)

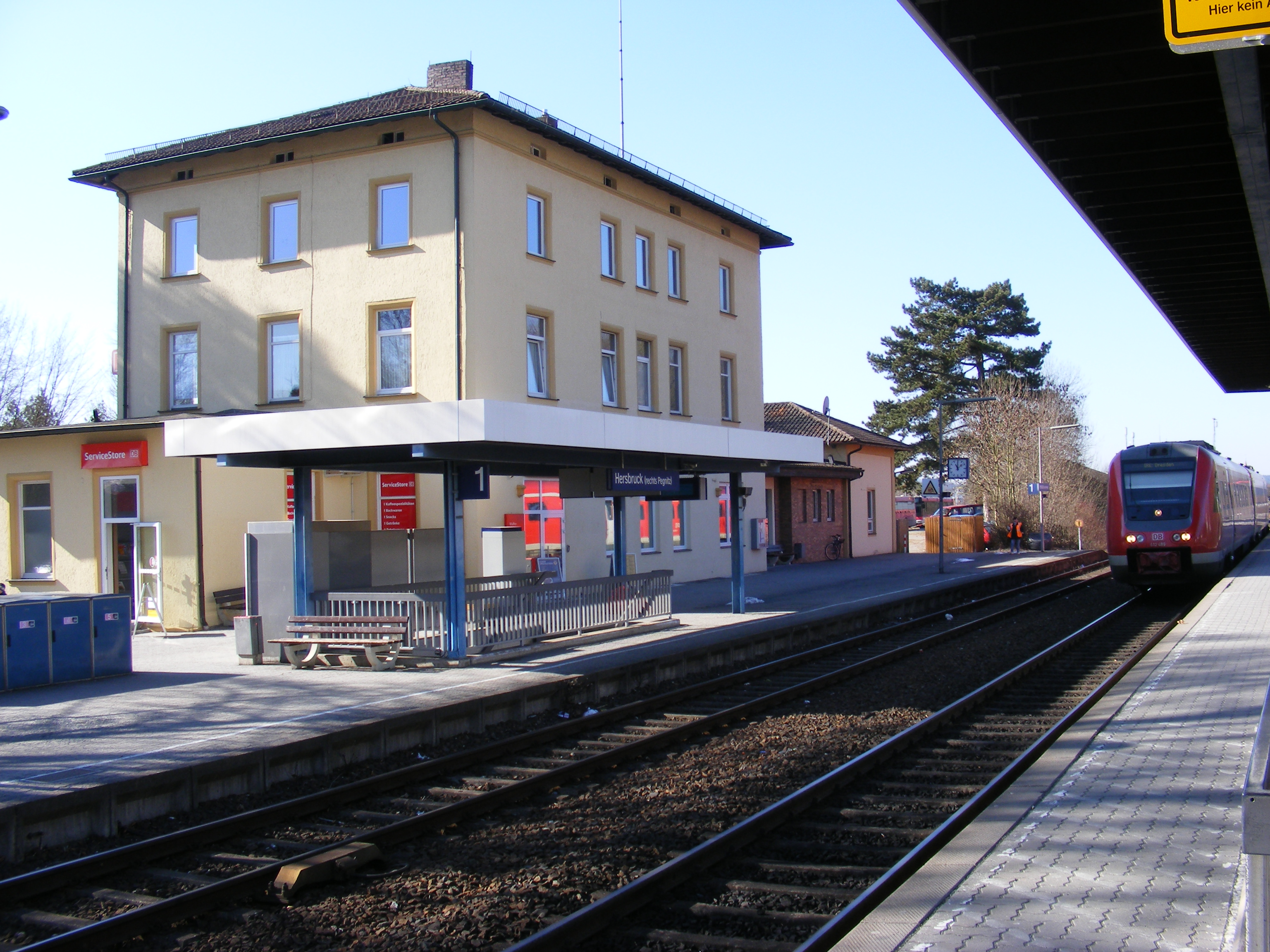
Bahnhof Hersbruck (rechts Pegnitz)

Den ersten Bahnhof, Hersbruck (links Pegnitz), damals noch ohne die Bezeichnung (links Pegnitz), erhielt Hersbruck 1859 bei der Eröffnung der Bahnstrecke von Nürnberg über Schwandorf nach Regensburg durch die bayerische Ostbahn AG. 1877 entstand auf der rechten Seite des Pegnitztales die Bahnstrecke von Nürnberg über Schnabelwaid nach Bayreuth und 1878 der Abzweig von Schnabelwaid über Marktredwitz nach Oberkotzau. Entsprechend seiner Lage wurde der zweite Bahnhof Hersbruck (rechts Pegnitz) genannt. Zwischen diesem Bahnhof und Pommelsbrunn verläuft die Verbindungsstrecke Hersbruck (rechts Pegnitz)–Pommelsbrunn. Die Züge zwischen Nürnberg Haupt- oder Rangierbahnhof und Schwandorf können die linke und die rechte Pegnitzstrecke benutzen.
Mit der Eingliederung in den VGN 1987 und der Inbetriebnahme der S-Bahn bis Lauf (links Pegnitz) verlor Hersbruck (links Pegnitz) die meisten direkten Verbindungen von Nürnberg nach Amberg und Schwandorf. Stattdessen verkehrten Regionalbahnen als Anschlussverbindungen von Lauf (links Pegnitz) in Richtung Hartmannshof und Neukirchen bei Sulzbach-Rosenberg. Seit Dezember 2010 ist Hersbruck (links Pegnitz) ins S-Bahnnetz angebunden, aktuell verkehrt hier die S2. Beim Bahnhof befindet sich ein P+R-Parkplatz.
Die Regionalexpress RE 40 nach Amberg in Richtung Schwandorf/Regensburg und RE 41 über Neukirchen bei Sulzbach-Rosenberg in Richtung Neustadt an der Waldnaab halten ebenso wie der RE 32 nach Bayreuth und die RB 30 nach Neuhaus (Pegnitz) in Hersbruck (rechts Pegnitz). Auch dort befindet sich ein P+R-Parkplatz.

### Öffentlicher Personennahverkehr
In Hersbruck gibt es vier Stadtbuslinien. Diese verbinden die Bahnhöfe rechts und links der Pegnitz mit der Innenstadt und allen Gemeindeteilen. Seit 2006 wurden vier Erdgasbusse eingesetzt, die bis Dezember 2017 von der Firma Meidenbauer betrieben wurden. Bei der Neuvergabe durch den Landkreis Nürnberger Land konnte sich der Konkurrent Schmetterling Reisen durchsetzen. Seit Dezember 2017 kommen wieder dieselbetriebene Fahrzeuge zum Einsatz.
Vom Bahnhof Hersbruck (rechts Pegnitz) wird das Umland mit mehreren Regionalbuslinien erschlossen.

## Schulen und Bildungseinrichtungen

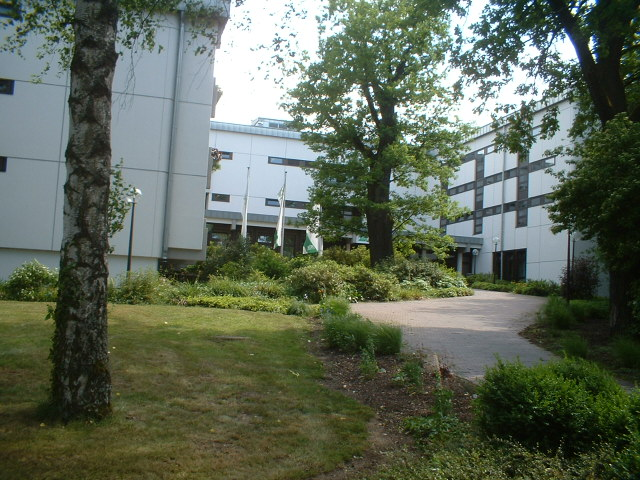
AOK-Bildungszentrum, kurz BIZ genannt

In Hersbruck gibt es ein Gymnasium, eine Realschule, eine Mittelschule und eine Grundschule (mit Schulhäusern in Hersbruck und Altensittenbach). Das Hersbrucker Gymnasium ist nach dem Kartografen Paul Pfinzing benannt. Die Realschule der Stadt wurde nach dem gebürtigen Hersbrucker und späteren Nürnberger Bürgermeister und Direktor der Ludwigseisenbahn Johannes Scharrer benannt. Die Mittel- und die Grundschule (ehemals Hersbrucker Volksschule) tragen seit 2005 den Namen der Unternehmerin Grete Schickedanz. Außerdem befinden sich in der Stadt eine Förderschule und das Bildungszentrum der AOK Bayern, in dem Veranstaltungen der AOK Bayern und der AOK Plus stattfinden.

## Gesundheitswesen
Seit dem 2. Januar 1907 bestand in Hersbruck ein Krankenhaus, das vom Kreiskrankenhaus des Landkreises Hersbruck zu einem der zunächst vier Kreiskrankenhäuser im Nürnberger Land wurde und 2006 an das Klinikum Nürnberg verkauft wurde. Zusammen mit den Krankenhäusern in Altdorf und Lauf bildete das Hersbrucker Krankenhaus die Krankenhäuser Nürnberger Land GmbH. Zum 31. Mai 2019 wurde der Krankenhausstandort Hersbruck trotz lang anhaltender Proteste der Bevölkerung geschlossen.
In Hersbruck befindet sich seit 1991 die Psorisol Hautklinik GmbH.

## Persönlichkeiten

### Söhne und Töchter der Stadt
- Georg Schmalzing (1491–1554), Messpriester, Kantor und lutherischer Stadtprediger; Reformator Bayreuths
- Nikolaus Selnecker (1530–1592), Theologe, Kirchenliederdichter und -komponist
- Johann Hörl (Herel) (1533–1606), Jurist, Ratskonsulent in Nürnberg, kaiserlicher Hofpfalzgraf, Diplomat der Reichsstadt Nürnberg[88]
- Christoph Althofer (1606–1660), lutherischer Theologe
- Christoph Arnold (1627–1685), Theologe und Dichter
- Jacob Paul von Gundling (1673–1731), Historiker und Hofgelehrter
- Johann Georg König (1686–1735), Student in Altdorf, Mediziner und Kasernenarzt in Nürnberg
- Christoph Ludwig Göckel (1690–1759), Mediziner und Mitglied der Gelehrtenakademie Leopoldina
- Karl Christian Hirsch (1704–1754), Kirchenhistoriker und Geistlicher
- Johann Friedrich Bauder (1713–1791), Händler, Bürgermeister der Stadt Altdorf
- Georg Theodor Strobel (1736–1794), Theologe und Kirchenhistoriker
- Johannes Scharrer (1785–1844), Mitbegründer und Direktor der ersten deutschen Eisenbahn von Nürnberg nach Fürth
- Carl Friedrich Schlesing (1813–1882), Zeichner, Künstler[89]
- Georg Michael Kurz (1815–1883), Kupfer- und Stahlstecher, Zeichner, Maler, Verleger
- Johann Georg Langguth (?–1881), Kaufmann, Bürgermeister, Landtagsabgeordneter
- Johann Christoph Jakob Schmidt (1835–1921), Hopfenhändler
- Johann Paul Theodor Schmidt (1838–1882), Hopfenhändler
- Johann Baptist Satorius, Mühlenbesitzer, Bürgermeister
- Ernst Dehner (1889–1970), General der Infanterie und verurteilter Kriegsverbrecher
- Leonhard Raum (1859–1944), Kunstmaler, Illustrator
- Gustav Steinlein (1864–nach 1937), Architekt, Landesbaurat, Zeichner und Autor
- Carl Held (1866–1926), Hopfenhändler, Bayerischer Kommerzienrat, Magistratsrat
- Johann Friedrich (1872–1951), Ingenieur und Reichsbahndirektor
- Georg Wetzer (1878–1914), Maschineningenieur und Psychiatrie-Kritiker
- Fritz Held (1887–1962), Verwaltungsjurist und Bezirksoberamtmann
- Konrad Frank (1888–1970), Verwaltungsjurist und Bezirksoberamtmann
- Friedrich von Praun (1888–1944), Kirchenjurist, seit 1936 Direktor der Ansbacher Evangelischen Landeskirchenstelle
- Walther von Axthelm (1893–1972), General der Flakartillerie der Luftwaffe im Zweiten Weltkrieg
- Walter Schultze (1894–1979), Chirurg, Politiker (NSDAP) und Reichsdozentenführer
- Wilhelm Schramm (1898–1983), seit 1917 Ritter von Schramm, Offizier, Journalist und Militärschriftsteller
- Hans Lehnert (1899–1942), Jurist und Widerstandskämpfer gegen den Nationalsozialismus
- Hans Sartorius (* 1913), Ingenieur, Ehrendoktor der Universität Karlsruhe[90]
- Walter Raum (1923–2009), Bildender Künstler – Maler
- Frieder Sand (1924–2010), Grafiker und Kunstmaler[91]
- Dieter Hoffmann (* 1939), Präsident und Ehrenpräsident des DLRG-Landesverbandes Bayern
- Günther Beckstein (* 1943), Ministerpräsident von Bayern 2007–08 – seit Dezember 2007 Ehrenbürger der Stadt
- Heinz-Günther Stobbe (* 1948), katholischer Theologe
- Christa Schmotzer (* 1955), Ärztin, als Spezialistin im Kampf gegen Lepra und Tuberkulose ist sie Leiterin des Rawalpindi Leprosy Hospital in Pakistan und des Programms „Aid to Leprosy Patients“ (ALP)
- Uwe R. Brückner (* 1957), Architekt und Bühnenbildner
- Gabriele Diewald (* 1960), Sprachwissenschaftlerin
- Carina Krause (* 1967, Pseudonym: Carina Landau), Dialogbuchautorin und Fotografin
- Antuan Ilgit (* 1972), italienischer Jesuit türkischer Herkunft, Weihbischof in Anatolien
- Jörg Weidinger (* 1975), Bergrennfahrer, zweifacher Europa-Bergmeister
- Matthias Hunger (* 1977), Autor
- Melanie Skotnik (* 1982), Hochspringerin und Finalistin bei den Olympischen Sommerspielen 2012 in London
- Bird Berlin (* 1982, bürgerl. Name Bernd Pflaum), Solo-Sänger und Songwriter, u. a. auch Sänger der Band The Audience[92]
- Isabel Herttrich (* 1992), Badmintonspielerin

### Personen, die in der Stadt gewirkt haben
- Sigmund Faber (* 15. März 1599 Schloss Bucha bei Kulmbach; † 22. März 1669 in Hersbruck), seit 1632 Pfarrer in Hersbruck, rettete Hersbruck vor der Zerstörung im 30-jährigen Krieg, nach ihm ist ein Altenheim der Diakonie Neundettelau benannt
- Georg Sperber (1897–1943), Politiker (NSDAP), SA-Führer und von 1933 bis 1943 Bürgermeister von Hersbruck
- Ernst Pflaumer (1905–1985), Maler und Museumsleiter
- Grete (1911–1994) und Gustav Schickedanz (1895–1977) starteten nach dem Zweiten Weltkrieg den Wiederaufbau des Versandhauses Quelle mit einem Verkaufsladen im Eisenhüttlein in ihrem Wohnort Hersbruck. Nach der Quelle-Insolvenz konnte das Kaufhaus Schickedanz gerettet werden und wurde im Juli 2009 von Madeleine Schickedanz wiedereröffnet.[93] Nach einer neuerlichen Insolvenz des Besitzers wurde das Kaufhaus wieder, aber diesmal ohne Hinweis auf den ehemaligen Firmennamen neu eröffnet. 2005 wurde die Volksschule Hersbruck, die von der Tochter Madeleine Schickedanz besucht wurde, nach Grete Schickedanz benannt
- Anna M. Scholz (1936–2009), Pharmazeutin und Künstlerin, 1997 Gründerin des Fördervereins Kunstmuseum Hersbruck e. V., 2007 Einrichtung der Anna M. Scholz-Stiftung[94] mit Ausstellungsgebäude „K5 Regionales Kunstforum Hersbruck“
- Helmut Hilpert (1937–1997), deutscher Fußballmeister 1961 und 1968 mit dem 1. FC Nürnberg
- Christina Ringer (* 1974), Fernsehmoderatorin, wuchs in Hersbruck auf

### Ehrenbürger
- Günther Beckstein (* 23. November 1943 in Hersbruck), ehemaliger Ministerpräsident von Bayern
- Donald (Dick) Freeman (* 6. Juni 1919; † 30. März 2011), früherer Bürgermeister der Partnerstadt Lossiemouth (Schottland)
- Gustav Schickedanz (* 1. Januar 1895 in Fürth; † 27. März 1977 ebenda), deutscher Fabrikant und Unternehmer

### Träger des goldenen Ehrenrings der Stadt
- Altbürgermeister Hans Endres (1919–1994) (Erster Bürgermeister der Stadt Hersbruck von 1968 bis 1986)
- Albert Höpfl (Mitglied des Stadtrates von 1972 bis 1996, 2. Bürgermeister von 1978 bis 1996)
- Brigitta Stöber (Mitglied des Stadtrates von 1984 bis 2014, 2. Bürgermeisterin von 2004 bis 2014)

### Träger der Stadtmedaille
- Hans Zitzmann (* 13. August 1915 in Metz; † 2010 in Hersbruck), Heimatforscher, Museumsbeirat des Hirtenmuseums Hersbruck, Mitglied des Kulturausschusses der Stadt Hersbruck, ehrenamtlicher Leiter des Stadtarchivs Hersbruck vor 1990, Verleihung der Stadtmedaille 1995[95]

### Träger der Bürgermedaille
2001 hat die Stadt Hersbruck die Verleihung einer Bürgermedaille für Verdienste auf dem Gebiet von Kultur, Politik, Soziales, Sport oder Wirtschaft beschlossen.
- Albert Geng (* 1938), Heimatforscher, Vorsitzender des Fremdenverkehrsamtes 1978, Mitarbeiter seit 1989 und Leiter des Stadtarchives 1991–2009, Verleihung der Bürgermedaille 2009

### Bands
Seit Anfang der 2000er Jahre erlangten mehrere Bands aus Hersbruck überregionale und zum Teil internationale Bekanntheit, allen voran The Robocop Kraus. Neben The Robocop Kraus sind dies The Audience, The Plane is on Fire und Yucca. Bisweilen wird aufgrund des nahezu gleichzeitigen Aufkommens mehrerer Bands und in Anlehnung an die Hamburger Schule auch von der Hersbrucker Schule gesprochen.

## Film
In Hersbruck wurde 1974 der Spielfilm Das Brot des Bäckers gedreht.